# Bill Clinton
William Jefferson "Bill" Clinton (nascido como William Jefferson Blythe III; Hope, 19 de agosto de 1946) é um político dos Estados Unidos que serviu como o 42.º presidente do país por dois mandatos, entre 1993 e 2001. Antes de servir como presidente, Clinton foi governador do estado do Arkansas por dois mandatos. Foi empossado aos 46 anos, sendo o terceiro presidente mais jovem na data em que tomou posse e o primeiro da geração baby boomer.
É um ex-aluno da Universidade de Georgetown, onde foi membro das sociedades Kappa Kappa Psi e Phi Beta Kappa e ganhou uma bolsa de estudos Rhodes para estudar na Universidade de Oxford. É casado com Hillary Rodham Clinton, que foi secretária de Estado entre de 2009 a 2013 e foi senadora por Nova Iorque de 2001 a 2009. Ambos os Clintons receberam diplomas de direito da Universidade Yale, onde se conheceram.
Clinton tem sido descrito como um novo democrata. Algumas das suas políticas, como o Acordo de Livre Comércio Norte Americano e a reforma do bem-estar, têm sido atribuídas a uma terceira via centrista de filosofia de governação, enquanto em outras questões a sua posição foi de centro-esquerda. Clinton presidiu o período mais longo de expansão econômica em tempos de paz da história americana. O Escritório de Orçamento do Congresso informou um superávit orçamentário entre os anos de 1998 e 2000, durante os últimos três anos da presidência de Clinton. Após uma tentativa fracassada de reforma dos cuidados de saúde, os republicanos ganharam o controle da Câmara dos Representantes em 1994, pela primeira vez em 40 anos. Dois anos depois, em 1996, Clinton foi reeleito e se tornou o primeiro membro do Partido Democrata desde Franklin D. Roosevelt a ganhar um segundo mandato como presidente. Mais tarde ele foi acusado de perjúrio e obstrução da justiça em um escândalo envolvendo uma estagiária da Casa Branca, mas foi absolvido pelo Senado dos Estados Unidos e serviu o seu mandato completo.
Bill Clinton deixou o cargo com o melhor índice de aprovação de qualquer presidente dos Estados Unidos desde a Segunda Guerra Mundial. Desde então, ele esteve envolvido em palestras e trabalhos humanitários. Baseado em sua visão de mundo, Clinton criou o William J. Clinton Foundation para promover e tratar as causas internacionais, tais como tratamento e prevenção de HIV/AIDS e do aquecimento global. Em 2004, lançou sua autobiografia Minha Vida, e esteve envolvido na campanha presidencial de 2008 de sua esposa Hillary e, posteriormente, na do presidente Barack Obama. Em 2009, foi nomeado pelas Nações Unidas enviado especial para Haiti. No rescaldo do terramoto do Haiti em 2010, Clinton se uniu com George W. Bush para formar o Fundo Clinton-Bush.

## Início da vida

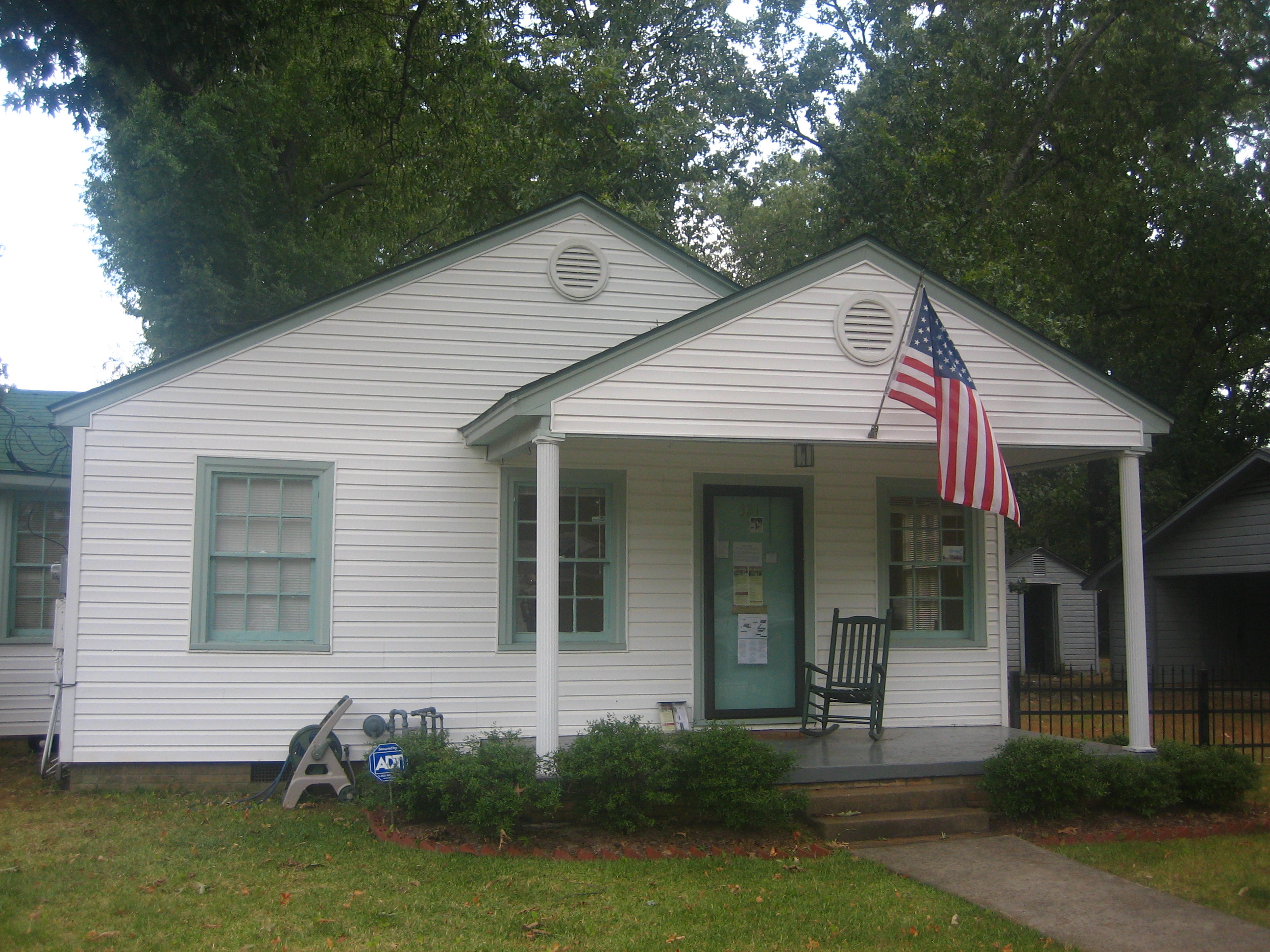
A casa onde Bill Clinton passou boa parte de sua infância, em Hope, Arkansas.

William Jefferson Blythe III nasceu em 19 de agosto de 1946, no Hospital Julia Chester, na cidade de Hope, Arkansas. Seu pai, o texano William Jefferson Blythe Jr. (1918–1946), era um vendedor e morreu em um acidente de carro três meses antes dele nascer. Pelo lado paterno, ele é descendente de escoceses, irlandeses e ingleses, que teriam se estabelecido no país antes mesmo da independência. Logo após ele ter nascido, sua mãe, Virginia Dell (1923–1994), se mudou para Nova Orleães para estudar enfermagem. Ela deixou o seu filho em Hope com os avós, Eldridge e Edith Cassidy, que tinham uma mercearia. Naquele período, o sul dos Estados Unidos era muito segregado racialmente. Mesmo assim, os avós de Bill atendiam todas as pessoas, independente de cor. Em 1950, a sua mãe voltou e se casou com Roger Clinton, Sr., que era dono de uma revendedora de carros em Hot Springs, Arkansas, com seu irmão e com seu amigo Earl T. Ricks.
Embora ele tenha assumido quase imediatamente o uso do sobrenome de seu padrasto, foi só quando Billy (como era chamado) chegou aos 15 anos que ele adotou formalmente o nome Clinton. Ele disse certa vez que se lembra do seu padrasto como um apostador e alcoólatra, que  abusava de sua mãe e de seu meio-irmão, Roger Clinton, Jr., ao ponto que o próprio Bill teve que intervir para pará-lo.

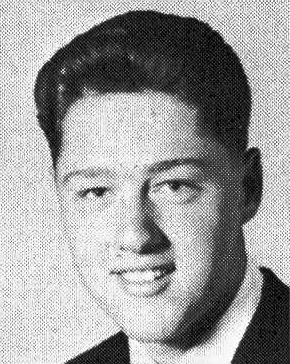
Clinton em 1963.

Na cidade de Hot Springs, Bill estudou nas escolas St. John's Catholic Elementary, Ramble Elementary e Hot Springs High School. Por lá ele se demonstrou um aluno astuto, eleito líder da classe, um ávido leitor e um músico talentoso. Clinton fazia parte do coral e aprendeu a tocar o saxofone tenor, que lhe deu reconhecimento local. Nessa época ele considerou seguir uma carreira como músico, mas, como ele afirmou em sua autobiografia My Life: "Aos dezesseis anos, eu decidi que queria entrar para a vida pública e ser eleito para um cargo. Eu amava música e achava que era bom, mas eu sabia que não seria um John Coltrane ou Stan Getz. Eu tinha um interesse em medicina e pensei que podia ser um bom médico, mas eu sabia que não seria um Michael DeBakey. Mas eu sabia que poderia ser um bom servidor público". Com a idade de 10 anos, ele foi batizado na Igreja Batista de Park Place em Hot Springs e permaneceu como batista por toda sua vida.
O interesse de Clinton por direito começou ainda em Hot Springs durante um trabalho escolar, onde ele mostrou uma boa retórica e habilidades políticas.
Clinton disse que dois momentos da sua vida foram decisivos para ele decidir estudar direito, ambos em 1963. Um deles foi sua visita a Casa Branca para se encontrar com o presidente John F. Kennedy. O outro foi quando ele ouviu o discurso "Eu Tenho um Sonho" (I Have a Dream), do reverendo Martin Luther King Jr..

## Faculdade e formação

### Universidade de Georgetown

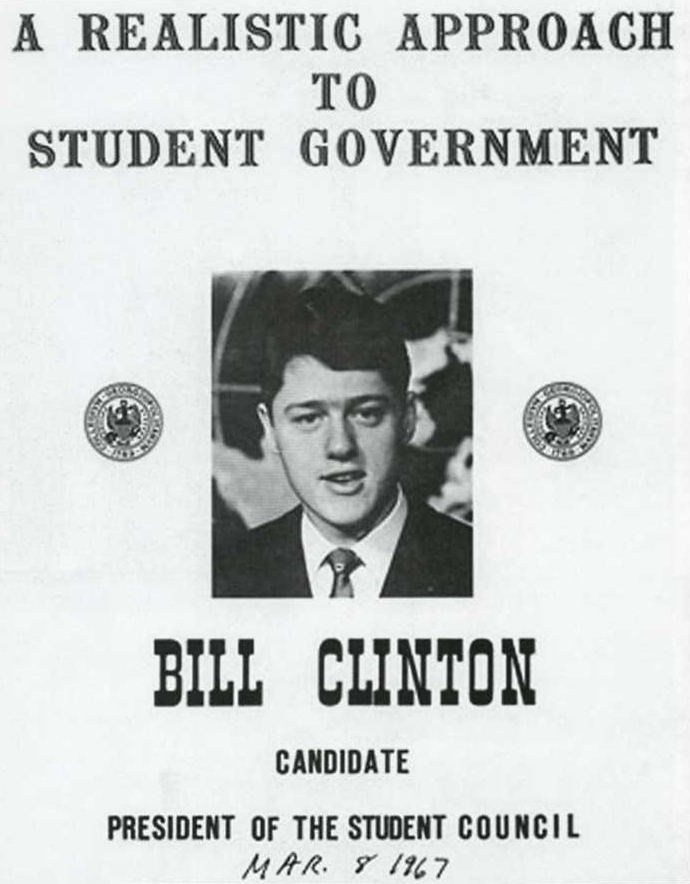
Um cartaz de Clinton concorrendo para o posto de presidente do Conselho de Estudantes da Universidade de Georgetown.

Com o benefício de várias bolsas de estudo, Clinton foi estudar na Universidade de Georgetown, em Washington, D.C., onde recebeu um bacharelado (B.S.) em 1968. Entre 1964 e 1965 ele foi eleito presidente de classe. De 1964 a 1967 ele estagiou para o senador democrata J. William Fulbright. Bill então se juntou a fraternidade Alpha Phi Omega e foi também eleito Phi Beta Kappa logo em seguida. Clinton também foi membro da Ordem DeMolay, um grupo associado a maçonaria, mas ele nunca foi um maçom. Ele ainda foi membro honorário da fraternidade Kappa Kappa Psi.

### Estudando em Oxford (GB)
Após se formar, ele ganhou uma bolsa de estudos de Rhodes para cursar na University College de Oxford, onde estudou filosofia, política e economia, mas não chegou a se formar, preferindo estudar direito em Yale. Enquanto na Inglaterra, ele desenvolveu um gosto por rugby, chegando a jogar no seu período livre em Oxford e mais tarde no Arkansas.

### Oposição a Guerra do Vietnã e controvérsia do recrutamento
Enquanto estava em Oxford, ele participou do movimento de oposição à Guerra do Vietnã e participou da organização de protestos contra este conflito em 1969.
Clinton, como milhões de outros americanos, recebeu, entre 1968 e 1969, seus papéis para se apresentar ao exército e servir, possivelmente para ser mandado ao Vietnã. Pretendendo cursar direito, ele tentou, de forma malsucedida, se juntar a Guarda Nacional e a Força Aérea, e então decidiu que iria tentar se juntar ao Corpo de Oficiais da Reserva.
Ele acabou não se juntando a reserva, dizendo em uma carta ao oficial responsável pelo programa de recrutamento que ele se opunha a guerra, mas não achava honrado usar a sua entrada na reserva ou na guarda nacional para escapar do serviço no Vietnã. Ele disse que se apresentaria ao draft, mas não serviria nas forçar armadas. Clinton se apresentou, mas não foi convocado. Muitos acreditam que ele usou seus contatos políticos para escapar de ter que servir na guerra e seus oponentes o criticaram por isso. O coronel Eugene Holmes, oficial responsável pelas aplicações para a academia de oficiais da reserva, suspeita que Clinton tentou manipular a situação para evitar ter que servir no exército. Ele disse que Clinton teria usado de sua influência com o senador Fulbright, a quem ele havia servido como estagiário, para se livrar de ser convocado.
Durante a campanha eleitoral de 1992, foi revelado que o tio de Clinton tentou fazer com que ele fosse alistado na reserva da marinha, o que o ajudaria a evitar servir no Vietnã. Bill não sabia que seu parente tentara fazer isso por ele. Apesar de legal, as ações de Clinton para evitar servir no exército foram criticadas por conservadores e veteranos da Guerra do Vietnã durante sua primeira corrida a presidência. O gerente da campanha de Clinton em 1992, James Carville, afirmou que as ações do presidente eram justificadas pois ele, assim como vários outros americanos, se opunha a guerra por uma questão de princípio e que eles, o eleitorado, entenderiam.

### Faculdade de direito
Após Oxford, Clinton foi estudar na Faculdade de Direito de Yale e ganhou seu Juris Doctor (J.D.) em 1973. Foi por lá, em 1971, na biblioteca, que ele conheceu a estudante de direito Hillary Rodham. Eles começaram a namorar logo em seguida. Quando ela teve que se mudar para a Califórnia, ele abriu mão de trabalhar na campanha de George McGovern para a eleição presidencial de 1972 e foi com ela. Eles se casaram em 11 de outubro de 1975. A primeira e única filha do casal, Chelsea, nasceu em 27 de fevereiro de 1980.
Clinton se mudou com sua namorada para o Texas para aceitar um emprego oferecido por George McGovern em 1972. Ele ficou um bom tempo em Dallas. Por lá, Bill trabalhou com o futuro prefeito da cidade Ron Kirk, a futura governadora Ann Richards e com o até então desconhecido cineasta Steven Spielberg.

## Começo da carreira política: 1978–1992

### Governador do Arkansas
Após se formar em Yale, Clinton retornou para o Arkansas e se tornou professor na principal universidade local. Em 1974 ele tentou concorrer a um cargo na Câmara dos Representantes. Apesar de ter concorrido em um distrito conservador contra o republicano John Paul Hammerschmidt, sua campanha foi fortalecida pelo sentimento antirrepublicano após o escândalo do Caso Watergate. Hammerschmidt, que havia sido eleito com 77% dos votos em 1972, derrotou Clinton com uma margem de apenas 52% a 48%. Em 1976 ele se candidatou ao cargo de Procurador-geral do estado. Com pouca oposição ele foi eleito com facilidade.

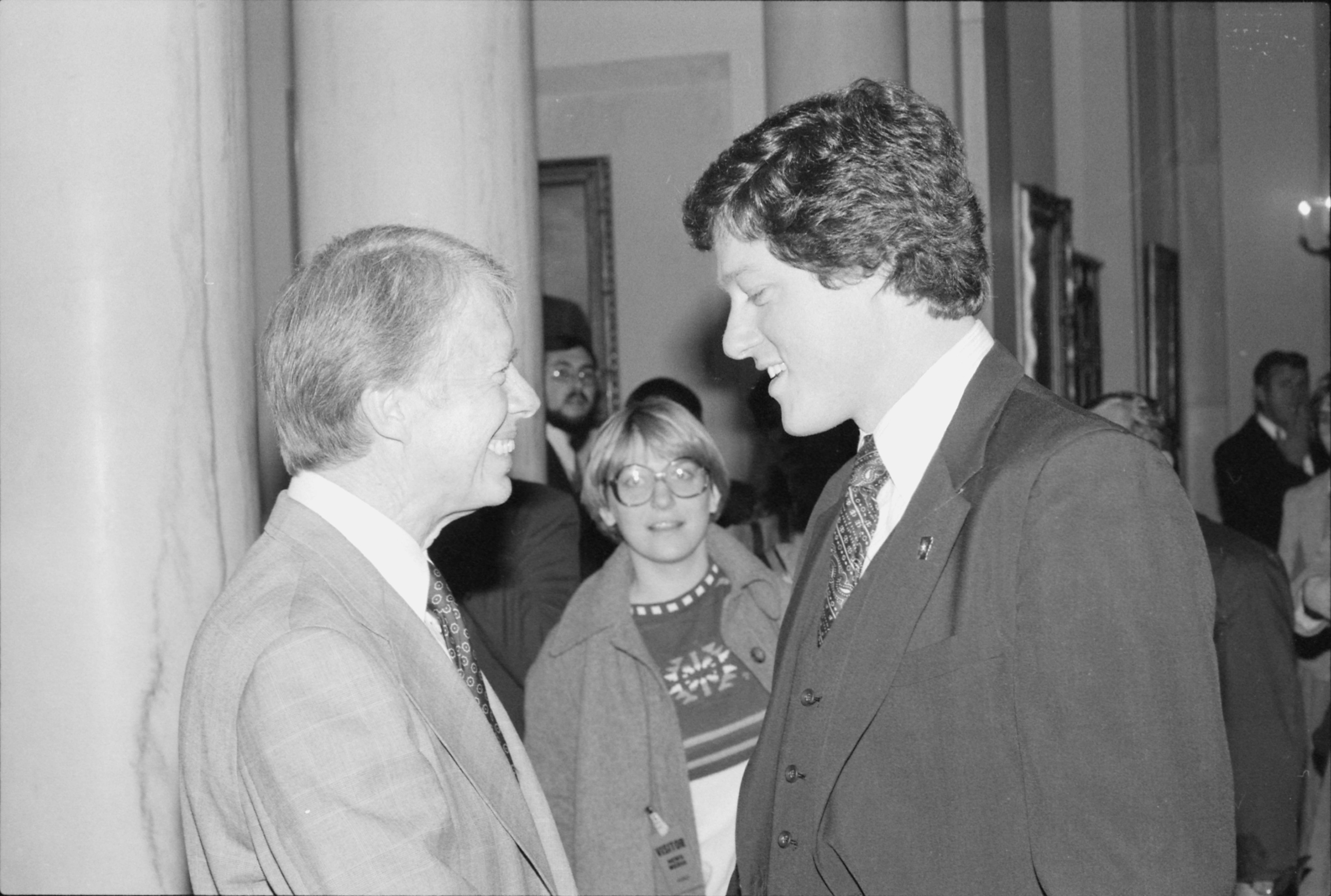
Clinton, eleito novo governador do Arkansas, se encontrando com o presidente Jimmy Carter em 1978.

Em 1978 ele concorreu para o cargo de governador do Arkansas e derrotou o candidato republicano Lynn Lowe. Clinton se tornou então o governador mais jovem do país com 32 anos. Devido a sua aparência jovial, Clinton foi apelidado de "Boy Governor" ("Garoto Governador"). No cargo, trabalhou para reformar o sistema de educação e transporte público, com sua esposa Hillary liderando, de forma bem-sucedida, comitês pedindo reformas também no sistema de saúde. Contudo, seu mandato viu uma impopular nova taxação sobre veículos e muitos cidadãos estavam irritados com a falta de resposta a respeito da fuga de prisioneiros cubanos (no chamado "Êxodo de Mariel") do Forte Chaffee em 1980. Assim, Monroe Schwarzlose, de Kingsland do Condado de Cleveland, chegou a 31% das intenções de voto nas pesquisas contra Clinton nas primárias democratas em 1980. Alguns acreditavam que o bom desempenho de Schwarzlose buscando a nomeação contra Clinton chamou mais a atenção que a derrota do governador para o republicano Frank D. White. Clinton brincou, apesar da derrota, onde ele afirmou ser o ex-governador mais jovem da história.
Após sair do cargo de governador, Clinton se juntou a firma de advocacia de Bruce Lindsey em Little Rock. Em 1982, ele concorreu de novo para o governo do estado do Arkansas e foi eleito, mantendo-se agora no cargo por dez anos. Durante os seus mandatos, transformou e modernizou a economia do estado e reformou profundamente o sistema de educação. Para os idosos, cortou impostos sobre medicamentos e aumentou os parâmetros para isenção tributária da casa própria. Ele se tornou uma figura chave no movimento centrista conhecido como New Democrats ("Novos Democratas"), uma facção do Partido Democrata que queria uma reforma no sistema de assistência social, menos interferências do governo e não apoiavam várias políticas liberais "tradicionais". Após a esmagadora vitória do conservador Ronald Reagan nas eleições presidenciais de 1984, muitos acreditavam que o partido deveria adotar uma posição mais centrista para se sair bem nas eleições nacionais. Como um dos líderes deste movimento, Clinton deu a resposta oficial dos democratas ao discurso sobre o Estado da União do presidente Reagan em 1985 e então serviu como chefe da Associação Nacional dos Governadores de 1986 a 1987, o que deu a ele notoriedade nacional.
No começo da década de 1980, Clinton fez da reforma educacional no seu estado uma prioridade. Sua esposa, Hillary Rodham Clinton, que também era uma advogada, se sentou na cadeira de líder do Comitê de Educação do Arkansas que transformou o sistema público de ensino do estado para um dos melhores da nação. Como proposto, foi gasto mais dinheiro nas escolas (fundos vindos do aumento de impostos estaduais), melhores oportunidades para os alunos mais inteligentes, educação vocacional, melhores salários para professores, mais variedade nos cursos e exames compulsórios para medir a competência dos professores. As reformas enfrentaram resistência no legislativo, mas passaram em 1983. Muitos acreditavam que este foi o maior feito de Clinton enquanto governador. Ele derrotou quatro concorrentes republicanos nas eleições, sempre por uma boa margem. Foram eles: Lowe (1978), White (1982 e 1986), Woody Freeman (1984) e Sheffield Nelson (1990).

O governador Clinton e sua esposa em um jantar na Casa Branca com o presidente Ronald Reagan e a primeira-dama Nancy Reagan, em 1987.

Nesse período, os negócios pessoais da família Clinton se tornaram controversos, após alguns escândalos, como o Caso Whitewater. Apesar das investigações e do mal-estar político gerado, Bill e sua esposa nunca foram indiciados por nada.
De acordo com algumas fontes, Clinton, no começo de sua carreira política, era um oponente da pena capital, mas depois mudou de ideia. Durante seu primeiro mandato, o Arkansas executou seus primeiros presos desde 1964 (a pena de morte foi restabelecida no estado em março de 1973). Como governador, ele viu quatro execuções neste período: um por meio da cadeira elétrica e três por injeção letal. Mais tarde, como presidente, ele perdoou um criminoso sentenciado a morte, a primeira vez que isso aconteceu desde que a pena capital foi reinstaurada a nível federal em 1988.

### Eleições primárias do partido democrata em 1988
Em 1987, começaram especulações de que Clinton iria entrar na corrida presidencial pelos democratas após a desistência do governador de Nova Iorque, Mario Cuomo, e do diplomata Gary Hart. Contudo Bill decidiu permanecer no seu cargo de governador de Arkansas e foi reeleito por lá com 63% dos votos. Ele preferiu endossar na eleição para presidente o governador de Massachusetts Michael Dukakis. Ele foi o primeiro a discursar na convenção do partido de 1988, onde falou por 33 minutos (o dobro do esperado) e seu discurso acabou sendo criticado por ter sido longo e mal feito. Apresentando-se como um moderado e um "Novo Democrata", foi líder do conselho dos centristas do partido entre 1990 e 1991.

## Campanha presidencial e eleição de 1992
O primeiro teste para Bill na corrida a presidência foi o caucus de Iowa, onde ele terminou em terceiro lugar numa disputa ganha por Tom Harkin. Durante a campanha das primárias de New Hampshire, foi reportado um possível caso extraconjugal com a modelo e atriz Gennifer Flowers. As pesquisas de opinião mostravam Bill Clinton atrás do senador por Massachusetts Paul Tsongas nesse estado. Então, após o Super Bowl XXVI, Clinton e sua esposa Hillary foram ao programa 60 Minutes para refutar a história. Aparecer na televisão foi um risco calculado, mas deu certo. Ele ainda terminou em segundo lugar, atrás de Tsongas, mas a vantagem do senador foi muito menor que a esperada. A mídia começou então a dar mais atenção para Clinton como um candidato sério.
Bill então avançou vencendo as primárias na Flórida, no Texas e em boa parte da região sul dos Estados Unidos na chamada "Super Terça". Isso o colocou a frente na corrida para a nomeação. Contudo, o governador da Califórnia, Jerry Brown, também conquistava vitórias e Clinton ainda precisava vencer um estado fora da região sul, que era sua terra natal. Bill mirou então em Nova Iorque, um dos estados mais importantes. Ele acabou vencendo por lá, e por uma boa margem. Se tornando então um candidato de consenso, ele acabou vencendo as primárias na Califórnia, superando o governador do estado Jerry Brown. Assim ele ganhou, de forma acentuada, a indicação do partido para a presidência dos Estados Unidos.

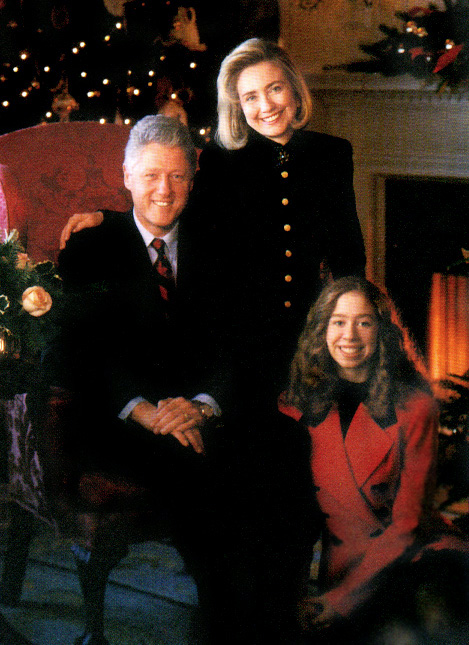
Clinton e sua esposa e filha na Casa Branca.

Durante a campanha, houve questões de conflito de interesses entre negócios do estado do Arkansas e da poderosa firma Rose Law, que Hillary Rodham Clinton era parceira. Clinton argumentou que todas as transações com o estado haviam sido deduzidas antes de ter sido determinado o pagamento da firma de Hillary. Os negócios da esposa se tornaram um assunto relevante pois Bill Clinton costumava dizer que, com Hillary, os eleitores teriam "dois presidentes pelo preço de um".
Enquanto estava em campanha para a presidência, o então governador Clinton teve que voltar para o seu estado do Arkansas para ver se Ricky Ray Rector seria mesmo executado. Depois de matar um civil e um policial, Rector atirou na própria cabeça (mas sobreviveu), fazendo com que sua defesa alegasse insanidade. De acordo com as leis federais e estaduais, um preso acometido de doenças mentais não pode ser executado. A corte havia discordado de que ele teria um grave problema mental e permitiu a execução. O retorno de Clinton ao Arkansas foi, de acordo com o The New York Times, uma tentativa de acabar com a imagem de que era "brando com crime".
Como a popularidade do presidente incumbente George H. W. Bush era de 80% no período posterior a Guerra do Golfo, ele foi descrito como imbatível. Porém Bush acabou fazendo uma concessão aos democratas no congresso para aumentar impostos a fim de balancear o orçamento, algo que ele prometeu que não faria durante sua eleição em 1988. Por não ter cumprido sua promessa e com a economia estagnada, os índices de aprovação de Bush caíram vertiginosamente. Clinton condenou Bush, não pelos seus atos, mas por não entregar o que prometeu em sua campanha. A aprovação do presidente no cargo havia caído para 40% e Clinton subiu nas pesquisas de opinião. Além disso, os conservadores americanos, outrora unidos pelo anticomunismo (algo que já não era relevante com o fim da Guerra Fria), não tinham mais um assunto que os unisse incondicionalmente, o que quebrou a unidade do partido republicano. Quando Pat Buchanan e Pat Robertson focaram seus discursos em seus valores cristãos durante a Convenção Republicana de 1992, muitos moderados e seculares do partido se sentiram alienados. Bush decidiu apaziguar a direita religiosa e criticou os democratas por "omitirem Deus de sua plataforma política". Clinton, em contrapartida, se apresentava como um centrista e moderado, se autointitulando um "New Democrat" ("Novo Democrata"), defendendo seu governo no Arkansas, apesar da ala liberal (progressista) do partido ainda ter receio dele. Muitos democratas conservadores, que haviam apoiado Ronald Reagan e Bush nas eleições anteriores, decidiram apoiar Clinton. Bill e seu vice, Al Gore, viajaram pelo país na reta final da campanha, anunciando que eram o "novo começo".
Clinton acabou vencendo a eleição presidencial americana de 1992 (com 43% da preferência do eleitorado, ou 44 909 806 votos) em cima do presidente republicano George H. W. Bush (que conseguiu 37,4% dos votos). O bilionário populista Ross Perot, que concorreu como independente, acabou sendo um fator desequilibrador nas eleições, roubando muitos votos de Bush (ele conseguiu 18,9% dos votos totais). Para os analistas, o fator determinante na derrota do presidente incumbente e na eleição de Clinton foi a queda da popularidade de Bush após números ruins da economia. A eleição do democrata Bill Clinton pôs fim a doze anos de governo republicano na Casa Branca. Os democratas também conquistaram a maioria no Congresso dos Estados Unidos, sendo esta a primeira vez desde os anos 1970 que o partido tinha o controle dos poderes legislativo e executivo ao mesmo tempo.

## Presidência (1993–2001)

Países visitados por Clinton durante sua presidência.

Durante sua presidência, Bill Clinton apresentou uma variedade de novas leis e regulamentações, aprovadas no Congresso ou implementadas por ordens executivas. Algumas destas políticas, como o Tratado Norte-Americano de Livre Comércio e reformas no sistema de assistencialismo social, são atribuídas a sua filosofia de governo centrista da chamada "Terceira via", enquanto em outros assuntos era considerado de centro-esquerda. Na política econômica, contudo, era visto como um apoiante do conservadorismo fiscal. Durante seu governo, os Estados Unidos viram uma redução no déficit orçamentário. Além disso, Clinton presidiu sobre a maior expansão econômica em tempos de paz na história do país. O Escritório Orçamentário do Congresso reportou um superávit nas contas públicas de US$ 69 bilhões em 1998, US$ 126 bilhões em 1999 e US$ 236 bilhões em 2000, os três últimos anos da presidência de Bill. Já o déficit orçamentário ficou em US$ 5,413 trilhões em 1997 e US$ 5,656 trilhões em 1999. Após deixar a presidência, Clinton se mudou para Nova Iorque e ajudou sua esposa a ganhar o posto de Senadora por lá.

### Primeiro mandato: 1993–1997

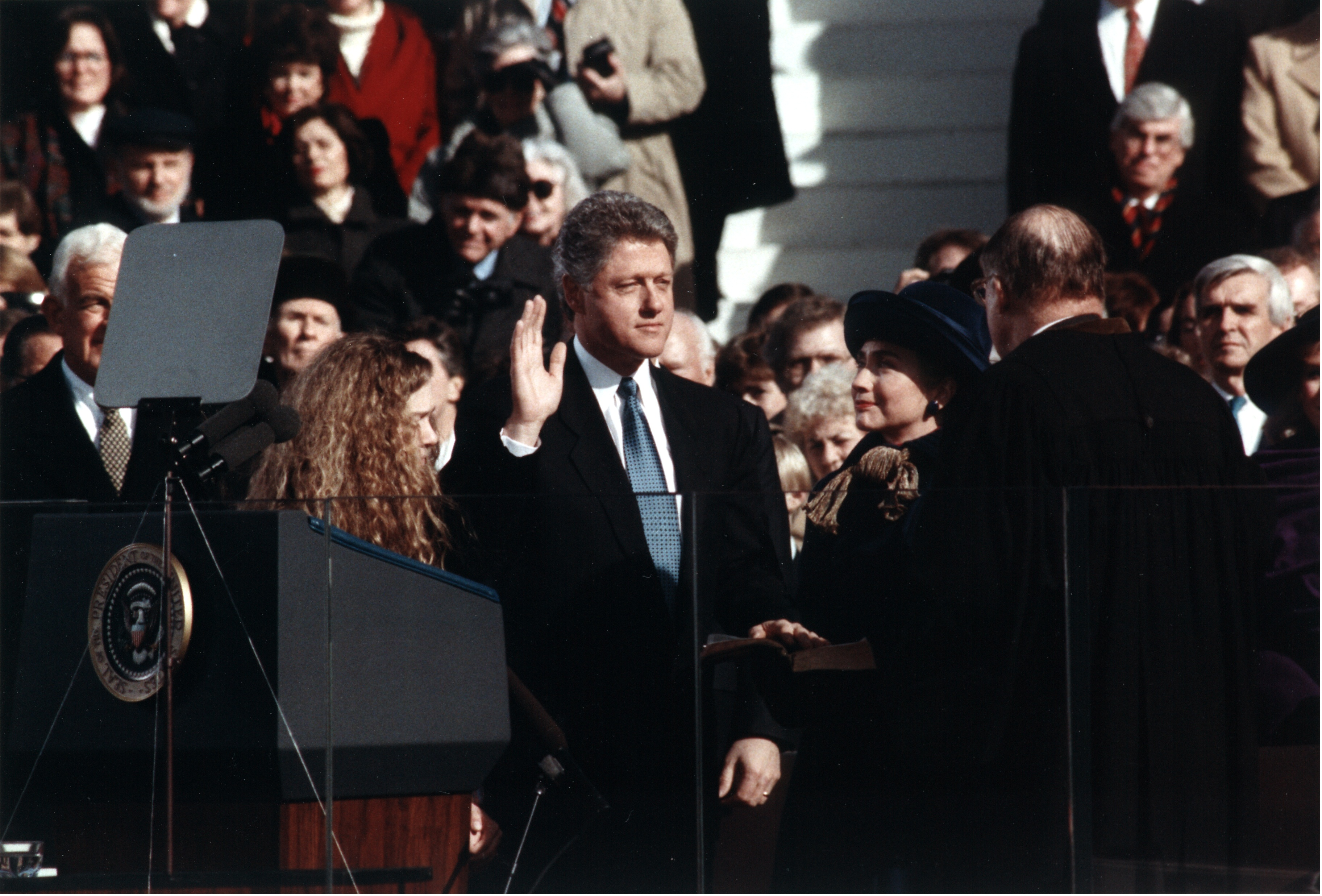
Bill Clinton sendo empossado, em janeiro de 1993.

Bill Clinton foi empossado como o 42.º Presidente dos Estados Unidos a 20 de janeiro de 1993. Logo após assumir, ele assinou a "Lei de Licença Médica e Familiar de 1993", em 5 de fevereiro, que fazia com que as empresas pudessem dar uma licença não paga para mulheres grávidas ou pessoas com problemas médicos. Essa lei teve apoio bipartidário e se provou muito popular junto ao povo. Clinton também assinou ordens executivas para desfazer todas as restrições ao aborto feitas durante a era Reagan-Bush. O presidente já havia se declarado em favor do direito ao aborto, afirmando que deveria ser "legal e raro".
Em 15 de fevereiro de 1993, Clinton fez seu primeiro discurso televisionado para o povo, onde anunciou uma série de aumento nos impostos para balancear o orçamento. Dois dias depois, desta vez discursando perante o Congresso, o presidente deu mais detalhes da sua política econômica. Seu programa daria prioridade para a redução do déficit ao invés de fazer cortes para os impostos da classe média, o que havia sido um ponto alto na sua agenda de campanha. Os conselheiros de Clinton o pressionaram para aumentar os impostos afirmando que um déficit orçamentário pequeno puxaria os juros para baixo.
Em 19 de maio de 1993, Clinton demitiu sete funcionários do escritório de viagens da Casa Branca. O caso gerou certa controvérsia, mas o governo se defendeu afirmando que os dispensou baseado em uma investigação de improbidade financeira que foi revelada após uma investigação feita pelo FBI. Os críticos disseram que essas demissões foram feitas, na verdade, para abrir vagas para os amigos dos Clintons que tinham negócios em empresas de viagem.

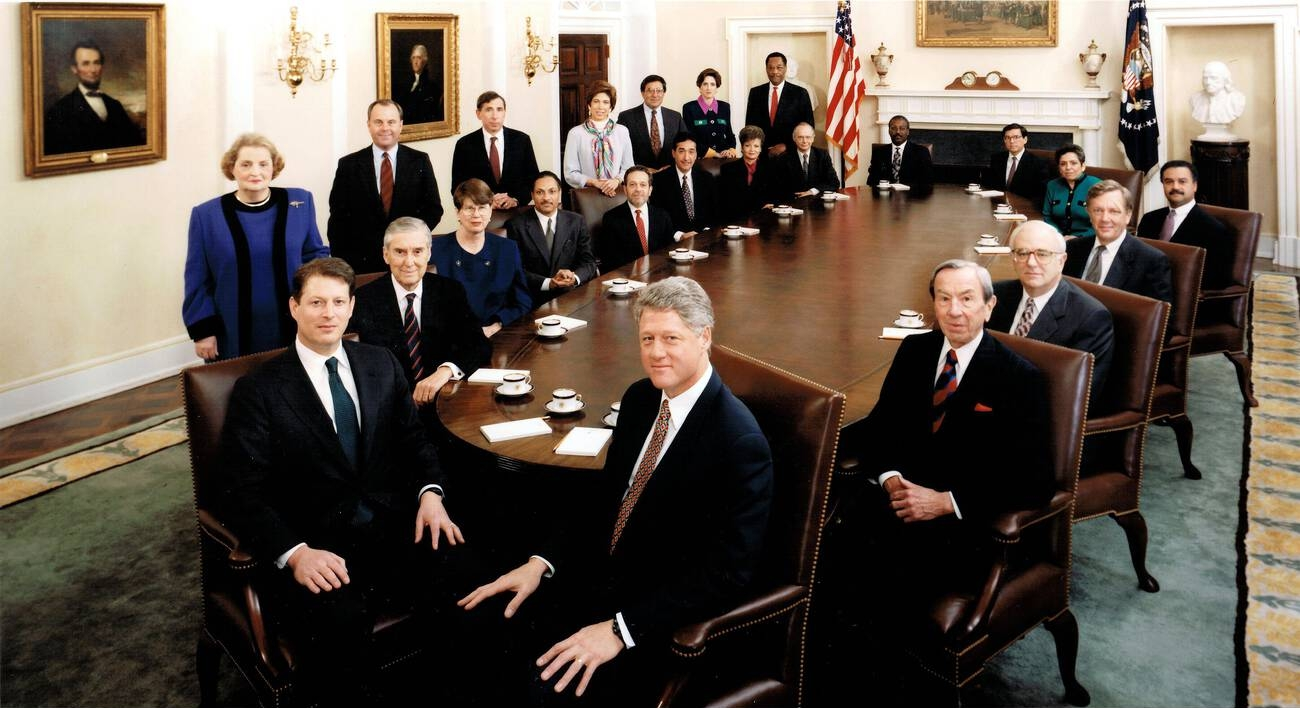
O gabinete do presidente Clinton em 1993.

Clinton assinou uma nova lei a respeito do orçamento do país em agosto, que passou pelo Congresso sem receber um voto sequer de um republicano. Impostos foram cortados para 15 milhões de americanos de baixa renda, expandindo os mesmos cortes para 90% das pequenas empresas, ao mesmo tempo que aumentou impostos sobre 1,2% da população, os contribuintes mais ricos. Ao mesmo tempo também iniciou um programa de corte de gastos, mantendo assim o orçamento balanceado.
Clinton então começou a perseguir uma ideia defendida pelos liberais de esquerda mas que havia caído no esquecimento nos doze anos de governo republicano conservador: reforma no sistema de saúde. Em 22 de setembro de 1993, ele discursou no Congresso onde expôs seus planos para as reformas, mirando em expandir o sistema de saúde público para cobrir universalmente todos os cidadãos, através de um plano de saúde nacional. Esse era um dos principais temas da agenda política do presidente e ele colocou sua esposa, Hillary Clinton, como sua principal lobista. O plano parecia ter tido alguma aceitação popular, mas acabou morrendo na oposição de grupos conservadores, no lóbi da Associação Médica Americana e da poderosa indústria dos planos de saúde. Contudo, John F. Harris, um biógrafo de Clinton, afirmou que o plano falhou na verdade pela falta de coordenação da Casa Branca. Apesar dos democratas terem a maioria no congresso, o esforço para criar um sistema de saúde universal nos Estados Unidos morreu em 1994. Esta foi a primeira derrota legislativa do governo Clinton.

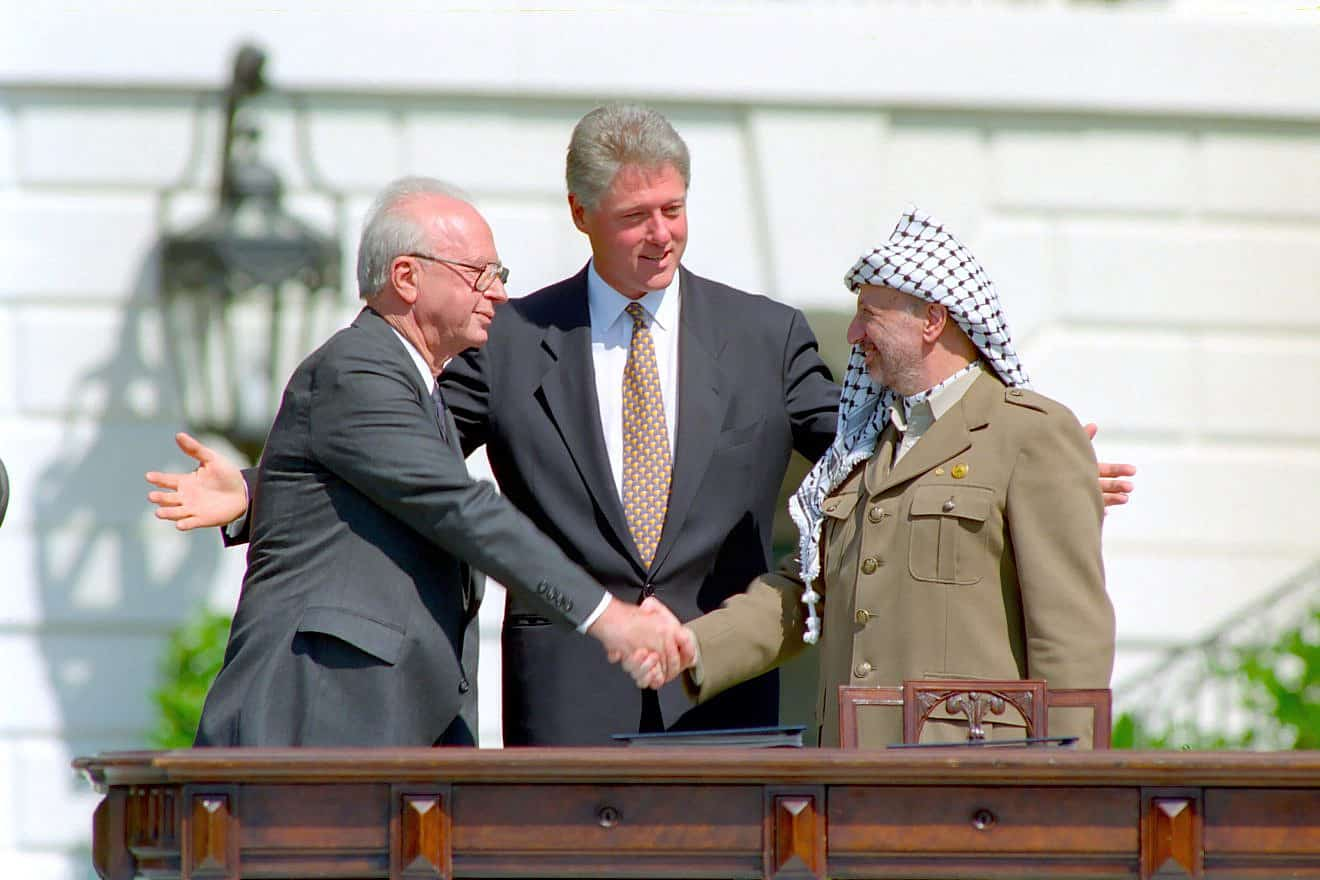
Clinton, Yitzhak Rabin e Yasser Arafat durante os Acordos de Oslo, em 13 de setembro de 1993.

Em novembro de 1993, David Hale, a fonte de uma ação criminal contra Bill Clinton no Caso Whitewater, afirmou que o presidente, enquanto governador do estado do Arkansas, o pressionou para fornecer um empréstimo ilegal de US$ 300 000 para Susan McDougal, parceira dos Clintons no acordo das terras de Whitewater. Uma investigação da Comissão de Títulos e Câmbio dos Estados Unidos resultou em condenação para McDougals por sua participação no projeto Whitewater, mas isentou os Clintons de culpa.
Em 30 de novembro de 1993, Clinton assinou a "Lei Brady" que introduziu um período de espera de cinco dias para compra de armas. Ele também expandiu a "Lei de taxa de crédito ganho", um subsídio para trabalhadores pobres.
Ao fim do primeiro ano de mandato, alegações surgiram afirmando que os guardas Larry Patterson e Roger Perry, de Arkansas, em uma denúncia feita por David Brock, agiam como contatos para procurar mulheres para Bill Clinton quando era governador do estado. Mais tarde, Brock se desculparia com Clinton, afirmando que o artigo havia sido motivado por "mau jornalismo" e que os guardas eram "gananciosos e tinham motivos toscos".

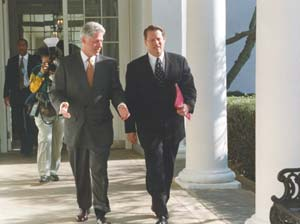
Clinton e seu vice, Al Gore, na Casa Branca.

Ainda em dezembro de 1993, Clinton implementou nas forças armadas a política de "Don't ask, don't tell" ("Não pergunte, não diga"), que permitiria que homens e mulheres homossexuais servissem como militares, se mantivessem sua orientação sexual escondida. Já as forças armadas não poderiam perguntar aos recrutas se eram héteros ou não. Esta política foi implementada como um meio termo da proposta inicial do presidente Clinton que queria que gays e lésbicas servissem abertamente no exército mas foi barrada por congressistas republicanos e democratas conservadores, como os senadores John McCain (R-AZ) e Sam Nunn (D-GA). De acordo com o ativista David Mixner, a decisão de Clinton de negociar com os conservadores irritou o vice-presidente Al Gore, que achava que Bill deveria ter emitido uma ordem executiva para forçar as forças armadas a aceitar gays, mesmo que o Congresso fosse reverter tal ordem depois. Defensores dos direitos dos homossexuais criticaram Clinton por não ter cumprido totalmente sua promessa de campanha. Para eles, assim como Gore havia dito, o presidente deveria ter usado ordens executivas, assim como Harry Truman havia feito, décadas antes, para dessegregar as forças armadas. O governo se defendeu, afirmando que o Congresso poderia não só reverter a medida, mas passar, em retaliação, leis antigays mais duras, potencialmente matando a possibilidade de se trabalhar com o tema no futuro. Mais tarde em sua presidência, em 1999, Clinton criticou a forma como esta política foi implementada. A política se manteve controversa e só foi mudada em 2011 quando, após passar pelo Congresso, uma nova lei foi assinada pelo então presidente Barack Obama que pôs um fim no Don't ask', don't tell, permitindo assim que homossexuais assumidos servissem nas forças armadas.
Em 1 de janeiro de 1994, Clinton assinou a autorização da criação do Tratado Norte-Americano de Livre Comércio (conhecido por sua sigla em inglês, NAFTA). Durante seu primeiro mandato, Clinton apoiou a aprovação do tratado. O presidente e a liderança do Partido Democrata apoiava as medidas de livre comércio. Contudo, até mesmo dentro do partido, havia oposição a medida. Mas os que se opunham com mais veemência eram os conservadores, os protecionistas e os apoiadores de Ross Perot. A aprovação da NAFTA na Câmara foi de 234 a favor e 200 contra (132 republicanos e 102 democratas votaram a favor; 156 democratas, 43 republicanos e 1 independente votaram contra). A aprovação no Senado foi mais fácil.
Clinton introduziu, em 1994, nova regulamentação sobre crime e repressão, incluindo expansão da pena capital para crimes que não resultaram em morte, incluindo crimes envolvendo drogas.

"Quando eu assumi a presidência, apenas os físicos de alta energia tinham ouvido falar de algo como Worldwide Web ... Agora até o meu gato tem sua própria página."

Bill Clinton anunciando a iniciativa Next Generation Internet, em 1996.
O governo Clinton lançou o primeiro website oficial da Casa Branca, o whitehouse.gov, em 21 de outubro de 1994. Foi seguida por três outras versões, resultando no lançamento oficial do site no ano 2000. A administração Clinton, com a criação do site, queria mostrar seu apoio para a comunicação na web. De acordo com Robert Longley, "Clinton e Gore foram responsáveis por pressionar todas as agências federais, as cortes de justiça e o exército a se unir a internet, abrindo mais o governo para os cidadãos americanos".
Após dois anos no controle, nas eleições legislativas de 1994 os democratas perderam a maioria na Câmara dos Representantes, pela primeira vez em quase quarenta anos. Isso dificultou ainda mais a relação de Clinton com o legislativo.

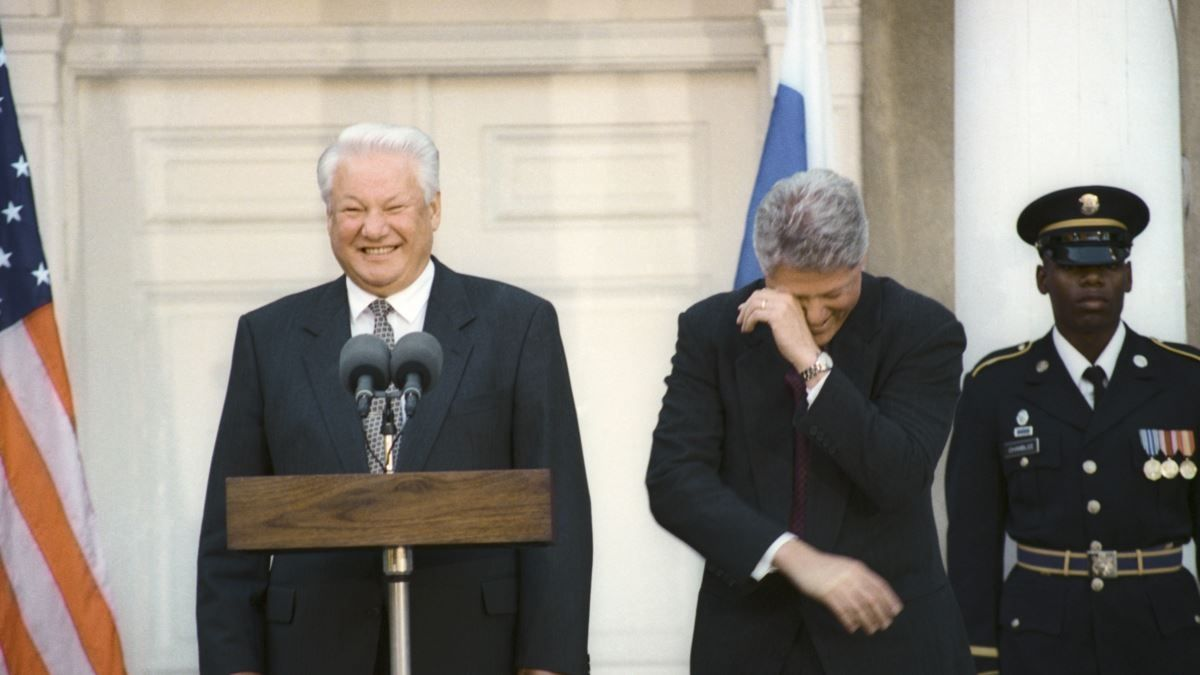
Clinton e Boris Yeltsin em 1995 na Casa Branca.

Segundo o acadêmico Ken Gormley, autor do livro The Death of American Virtue: Clinton vs. Starr, o presidente Clinton escapou de um atentado contra a sua vida durante uma visita as Filipinas em 1996. Clinton estava lá para atender uma reunião da organização de Cooperação Econômica Ásia-Pacífico (APEC) em Manila e sua comitiva deveria passar por uma ponte que supostamente estava minada com um artefato explosivo improvisado. De acordo com autoridades locais, o explosivo poderia ter destruído toda a comitiva.  Os detalhes deste caso foram revelados a Gormley por Lewis Merletti, ex membro do Serviço Secreto, a guarda do presidente. A segurança de Clinton descobriu, após interceptar uma transmissão de rádio, que havia um "presente de casamento" na ponte. Merletti queria mudar a rota da comitiva, mas a rota alternativa era longa e adicionaria 40 minutos no cronograma. Clinton estava irritado, pois já estava atrasado para uma reunião, mas seguir o conselho dos agentes do serviço secreto provou ser útil para salvar sua vida. Durante aquela semana foi descoberto na verdade vários artefatos explosivos espalhados pela capital filipina. Uma bomba teria sido encontrada inclusive perto de uma base naval dos Estados Unidos na região. Uma investigação foi feita em Manila e foi descoberto que a al-Qaeda que havia planejado os atentados e que o próprio Osama bin Laden deu a ordem para que as ações fossem tomadas.
Em uma nova controvérsia, em 1996, denúncias de que autoridades na Casa Branca, incluindo a esposa do presidente, acessaram dados seguros do FBI. Craig Livingstone, chefe do pessoal de segurança da Casa Branca, teria requerido e recebido dados da polícia federal americana, sem permissão. A maioria dos dados era concernente a empregados de administrações republicanas anteriores. Em março de 2000, o investigador independente Robert Ray determinou que não havia indicações de crimes. Ele também afirmou que não havia provas de que alguma autoridade relevante da Casa Branca pediu ou viu tais arquivos.

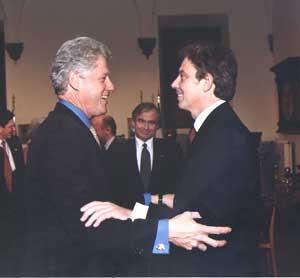
Clinton e o primeiro-ministro britânico Tony Blair.

Em 21 de setembro de 1996, Clinton assinou a "Lei de Defesa do Matrimônio" (DOMA), que definia, a nível federal, que a única união reconhecida era entre um homem e uma mulher, permitindo que estados banissem casamento entre pessoas do mesmo sexo. Paul Yandura, um oficial da Casa Branca para assuntos de LGBT, disse que a decisão de Bill Clinton de aprovar a DOMA foi "uma decisão política feita em tempos de reeleição". Defendendo suas ações, Clinton disse que a DOMA foi uma tentativa de "tentar barrar um proibição federal de aprovação do casamento entre homossexuais", atitude que segundo ele seria tomada por um Congresso republicano "altamente reacionário". Um porta-voz do governo, Richard Socarides, disse que "a alternativa era pior e era melhor superar e fazer com que o presidente fosse reeleito". O próprio Clinton disse que o DOMA foi algo que "os republicanos pudessem capitalizar em cima para fazer com que a base dos seus eleitores votassem por Bush, e algo tinha que ser feito para impedir que os republicanos no Congresso fizessem isso". Outros, contudo, foram mais críticos. O ativista gay Evan Wolfson afirma que as declarações de Clinton tentando se defender eram "revisionismo histórico". Em 2 de julho de 2011 o editorial do The New York Times opinou que "a 'Lei de Defesa do Matrimônio' implementada em 1996 foi um assunto de eleição, assinado pelo presidente Bill Clinton em um dos seus piores momentos políticos". Em junho de 2013, a Suprema Corte dos Estados Unidos reverteu boa parte das implicações jurídicas da DOMA.
Apesar da controvérsia a respeito da DOMA, Clinton se tornou o primeiro presidente a apontar pessoas que eram abertamente gays para cargos no governo e é normalmente creditado como o primeiro presidente no cargo a apoiar os direitos dos homossexuais. Durante seus dois mandatos, Bill assinou duas ordens executivas controversas a respeito de gays e seus direitos, a primeira foi aumentar a segurança empregatícia para os funcionários federais LGBTs e a segunda foi banir a discriminação baseada em orientação sexual na força de trabalho civil federal. No governo Clinton, fundos para pesquisas sobre HIV e AIDS, prevenção e tratamento de DSTs mais que dobrou. O presidente também pressionou por leis que protegessem homossexuais de crimes de ódio na esfera pública. No setor privado, tentou aprovar uma lei antidiscriminação no mercado de trabalho, mas foi barrada pelo Senado, que era tomado por conservadores. Apesar do assunto ser controverso na época, quando a maioria da população não apoiava direitos dos gays, rendeu elogios e apoio para Clinton por parte dos defensores dos direitos humanos. Clinton, contudo, só se pronunciaria abertamente em apoio ao casamento entre pessoas do mesmo sexo em 2009 e apoiou a decisão da Corte Suprema de justiça de 2013 de repelir a DOMA, uma lei que ele próprio havia assinado quase duas décadas antes. Ele foi mais tarde honrado pela associação de direitos dos homossexuais GLAAD por seu apoio a causa LGBT.
Ainda em 1996, o governo tomou medidas para frear a imigração ilegal. Clinton assinou sua primeira reforma no sistema de imigração em 30 de setembro. Apontado pelo presidente, uma comissão para reforma na imigração recomendou que o fluxo de imigrantes legais fosse também reduzido, de 800 000 pessoas para menos de 550 000 por ano.
Uma nova controvérsia aconteceu em 1996, a respeito de financiamentos de campanha. Segundo reportado, o governo chinês havia dado dinheiro para campanhas de políticos democratas nos Estados Unidos, em uma tentativa de influenciar decisões políticas. Isso teria acontecido antes e durante a presidência de Bill Clinton e teria afetado até o próprio governo da época. Autoridades chinesas negaram todas as acusações e as investigações não encontraram indícios de ações ilegais, ou se todo o ocorrido aconteceu mesmo da forma como foi denunciado.

### Segundo mandato: 1997–2001

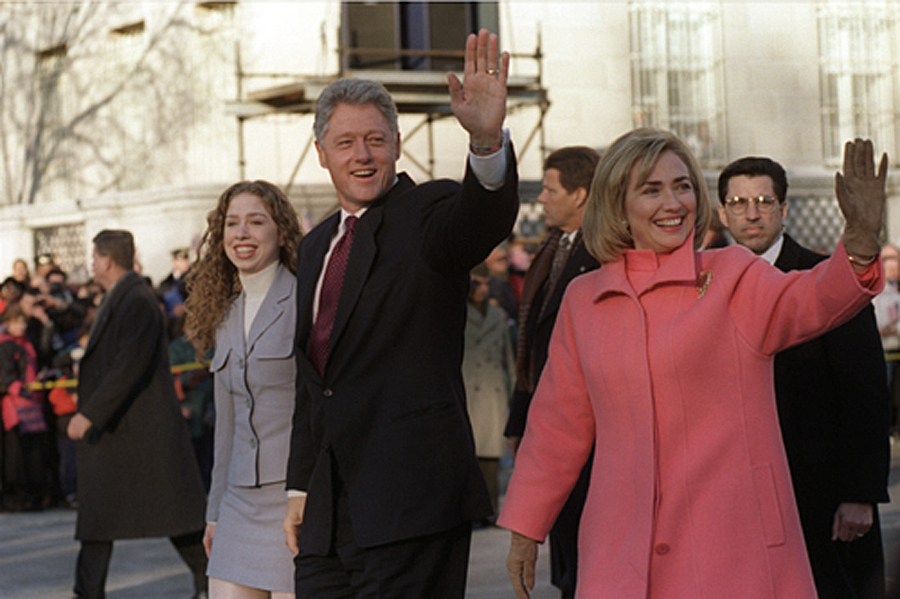
Presidente Bill Clinton (centro), a primeira dama Hillary Rodham Clinton (direita) e sua filha Chelsea (esquerda) acenando para o público na Avenida Pennsylvania durante a posse do segundo mandato de Bill, em janeiro de 1997.

Na eleição presidencial de 1996, Clinton foi reeleito com 49,2% do voto popular (ou 47 401 185 de votos) em cima do republicano Bob Dole (que conseguiu 40,7% dos votos) e do reformista Ross Perot (8,4% dos votos), se tornando o primeiro presidente democrata no poder a se reeleger desde Lyndon Johnson e o primeiro do seu partido a ser eleito duas vezes desde Franklin D. Roosevelt. Os republicanos perderam alguns assentos na Câmara, mas conquistaram o controle do Senado, mantendo assim o poder total no Congresso. Clinton recebeu no total 379 votos do colégio eleitoral, com Dole recebendo apenas 159 votos.

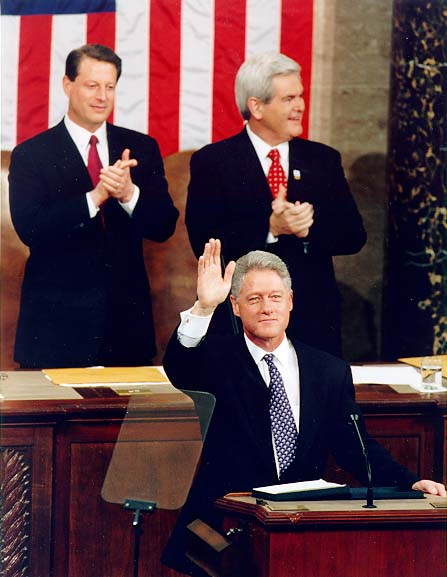
Clinton dando o discurso sobre o Estado da União perante o Congresso, em 1997. Atrás dele está o seu vice, Al Gore, e o presidente da Câmara, Newt Gingrich.

Em janeiro de 1997, em discurso no congresso, Clinton propôs um projeto para ajudar cinco milhões de crianças. O senador democrata Ted Kennedy e o republicano Orrin Hatch se uniram a primeira dama Hillary Rodham Clinton e sua equipe ainda em 1997, resultando no programa State Children's Health Insurance (SCHIP), o que se tornou a maior e mais bem sucedida lei de saúde implementado na presidência de Bill. Naquele ano, sua esposa Hillary defendeu no Congresso a lei de "Adoção e Segurança das Famílias" e outros projetos para ajudar famílias pobres. Clinton também manteve uma política de correr atrás de apoio bipartidário para manter o governo funcionando apropriadamente. Um dos resultados destes esforços foi a "Lei de Balanço Orçamentário" de 1997. Em outubro daquele mesmo ano, ele teve algumas complicações de saúde, principalmente por causa de sua audição falha.
A popularidade de Clinton subiu no seu segundo mandato e permaneceu alta até o fim do seu governo. Quando ele deixou a Casa Branca, cerca de 65% da população americana aprovava a forma como ele governava o país. Parte dessa aprovação é atribuída ao fato dele ter presidido sobre um período de estabilidade e crescimento econômico consistente, incluindo o primeiro superávit das contas públicas do governo (em 1998) desde 1969.

#### Impeachment
Após as eleições de 1996, surgiu na mídia o chamado Escândalo Lewinsky, onde Bill Clinton teria tido pelo menos nove encontros sexuais com a estagiária da Casa Branca Monica Lewinsky. Quando o caso veio a tona, houve denúncias de interferência constante do pessoal da presidência na investigação. Por fim, Bill foi acusado de perjúrio e obstrução de justiça. A Câmara dos Representantes, dominada pela oposição, votou pelo impeachment de Clinton. Isso fez dele o segundo presidente a sofrer de um impeachment, junto com Andrew Johnson. O congressista Ken Starr, em um relatório feito a Câmara, afirmou que "havia evidências substanciais e críveis que o presidente Bill Clinton cometeu atos que dão base a um pedido de Impeachment". O Congresso começou então a fazer sessões para ouvir as alegações e investigar mais a fundo o assunto, correndo contra o tempo para não atrapalhar as eleições para o congresso. Para iniciar o processo de impeachment com o menor risco de contratempos possível, os republicanos fizeram uma sessão chamada de lame-duck (uma sessão feita entre o Congresso no cargo e outro eleito que está para assumir a legislatura após uma eleição), em dezembro de 1998.

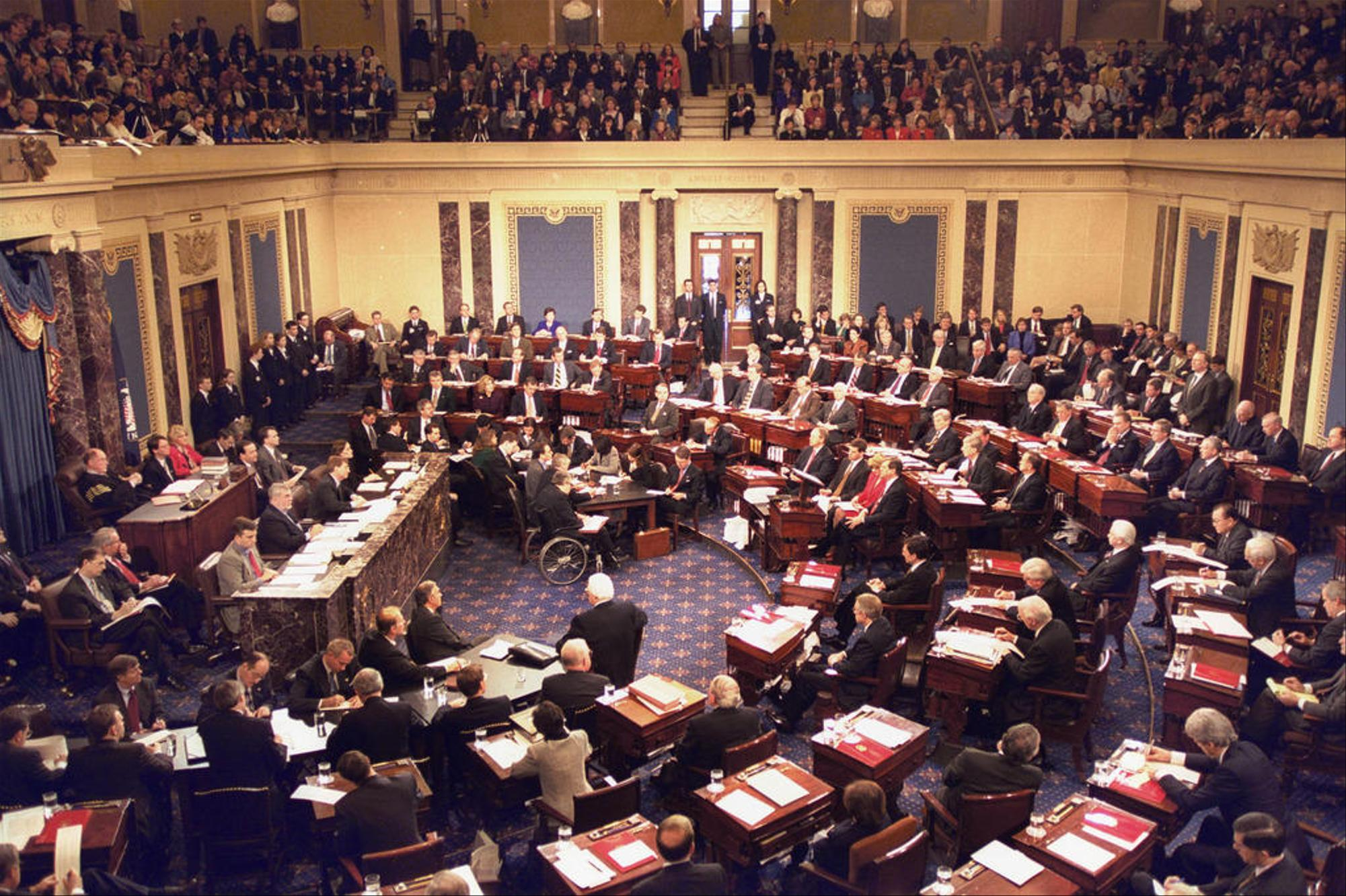
O julgamento de impeachment do Presidente Bill Clinton em 1999, sendo presidido pelo chefe de justiça William H. Rehnquist.

Enquanto a votação na Comissão de Justiça do Congresso seguiu as linhas partidárias, houve discussões acaloradas no plenário da Câmara. Todos os republicanos votaram em favor de remover o presidente do poder (inclusive alguns democratas também votaram pelo impeachment). A primeira acusação foi de perjúrio, pois Clinton teria mentido perante um juri quando negou que a acusação de assédio sexual feita pela estagiária Paula Jones fosse verdadeira (posteriormente, contudo, o caso foi arquivado em uma corte pois Paula não apresentou provas suficientes para sustentar suas alegações). A segunda alegação, a de obstrução de justiça, foi devido ao esforço dele e de sua administração de impedir a investigação a respeito do escândalo Lewinsky e o depoimento de Monica.
O mandato de Clinton foi então salvo quando ele foi absolvido de todas as acusações pelo Senado. Ao contrário da Câmara, o senado federal decidiu não iniciar o julgamento de impeachment antes da nova legislatura ter sido empossada. Clinton foi representado pela empresa de advocacia Williams & Connolly. O senado conduziu uma investigação de vinte e nove dias que terminou a 12 de fevereiro de 1999, terminando com 55 senadores votando por "não culpado" e 45 votando por "culpado" nas acusações de perjúrio e 50 votos para cada lado nas acusações de obstrução de justiça. Assim, não houve a exigência constitucional de uma maioria de dois-terços dos votos para remover um presidente do seu cargo. Todos os democratas no senado votaram contra o impeachment, junto com alguns republicanos.
Clinton emitiu 141 perdões (alguns controversos) e 36 comutações antes de deixar o cargo em janeiro de 2001. O maior escândalo foi o caso de Marc Rich e as acusações de que o irmão de Hillary Clinton, Hugh Rodham, aceitando dinheiro para tentar influenciar a decisão do presidente sobre os perdões emitidos por ele.

### Relações exteriores e ações militares

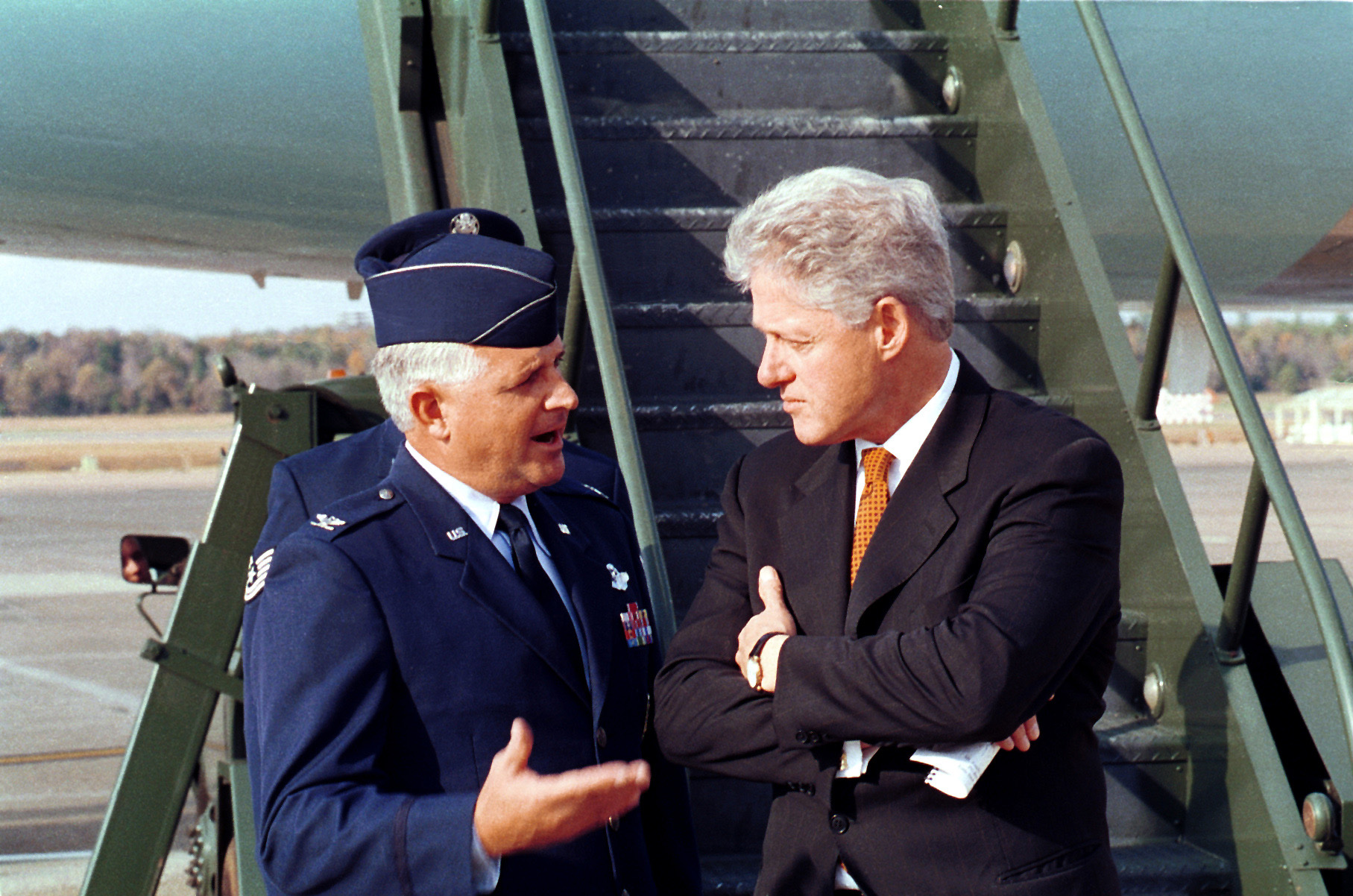
Presidente Clinton falando com o coronel da força aérea Paul Fletcher, em novembro de 1999.

Muitos eventos militares aconteceram durante a presidência de Bill Clinton. Um dos primeiros foi na África. Por lá, ele manteve a política do seu predecessor e manteve as tropas americanas na Somália, que estava no meio de uma guerra civil e enviou os Delta Force (tropas especiais) para lá. Na subsequente batalha de Mogadíscio de 1993, dois helicópteros MH-60 Black Hawk foram derrubados por lança-granadas disparadas por rebeldes somalis. As aeronaves caíram atrás das linhas inimigas e uma operação de resgate foi lançada. Uma intensa batalha urbana se seguiu na capital somali e 18 soldados americanos foram mortos, 73 outros ficaram feridos e um militar acabou sendo feito prisioneiro. Pelo menos mil somalis também morreram. Corpos de alguns militares americanos mortos foram exibidos pelos rebeldes nas ruas e as imagens percorreram o mundo. Em resposta, Clinton ordenou a retirada das forças americanas da Somália. O trauma desta desastrada operação fez com que o presidente fosse mais cuidadoso ao lidar com intervenções no exterior. Por exemplo, apesar da pressão internacional, por temer uma repetição do ocorrido em Mogadíscio em 1993, os Estados Unidos não interferiram diretamente para prevenir um genocídio em Ruanda, que ceifou a vida de milhares de pessoas.
Em 1995, aeronaves dos Estados Unidos e da OTAN bombardearam alvos militares sérvios na Bósnia e Herzegovina para proteger as missões da ONU na região dos Bálcãs e forçar os acordos de paz. Clinton então mandou unidades do exército para a Bósnia ao fim daquele ano como tropas de paz após a assinatura do Acordo de Dayton.

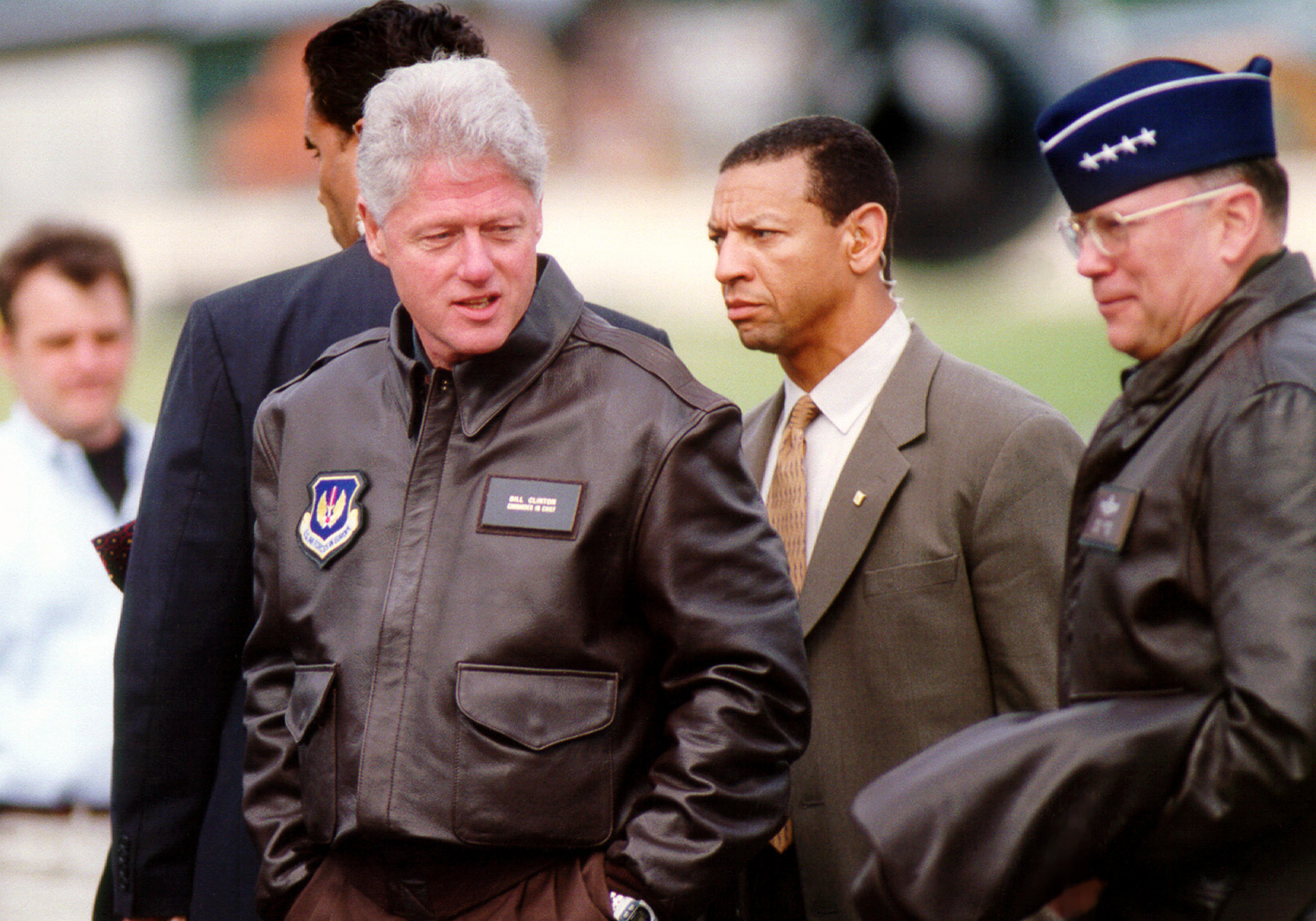
O general John P. Jumper, comandante da Força Aérea dos Estados Unidos na Europa, escoltando o presidente Bill Clinton na base aérea de Ramstein, na Alemanha, a 5 de maio de 1999. O presidente fez várias visitas a bases militares americanas em solo europeu para demostrar apoio as tropas que se envolviam em ações militares na região, no final da década de 1990.

Clinton também deu prioridade a captura do terrorista Osama bin Laden. Foi sugerido por Mansoor Ijaz que em 1996 enquanto o governo Clinton impôs essa caçada contra Bin Laden, as autoridades sudanesas teriam oferecido extraditar o terrorista e ajudar os americanos com informações de inteligência a respeito de organizações terroristas da região e outras que tinham ligações com elas, como o Hezbollah e o Hamas, mas o governo dos Estados Unidos não aceitou a oferta. Contudo, a Comissão do 11 de Setembro afirmou que não havia evidências de que esta oferta realmente foi feita. Durante todo o ano de 1998, a administração Clinton ordenou várias missões para tentar matar ou capturar Bin Laden, que acabaram falhando.
Em resposta aos atentados terroristas às embaixadas dos Estados Unidos na África de 1998, perpetrados pela Al-Qaeda, que mataram dúzias de americanos e centenas de africanos, Clinton ordenou uma série de ataques com mísseis de cruzeiro no Afeganistão e no Sudão, atingindo bases terroristas nestes países, como campos de treinamento e postos de comando. O presidente foi criticado posteriormente quando uma suposta base da al-Qaeda no Sudão foi destruída, quando na verdade era uma fábrica de remédios.

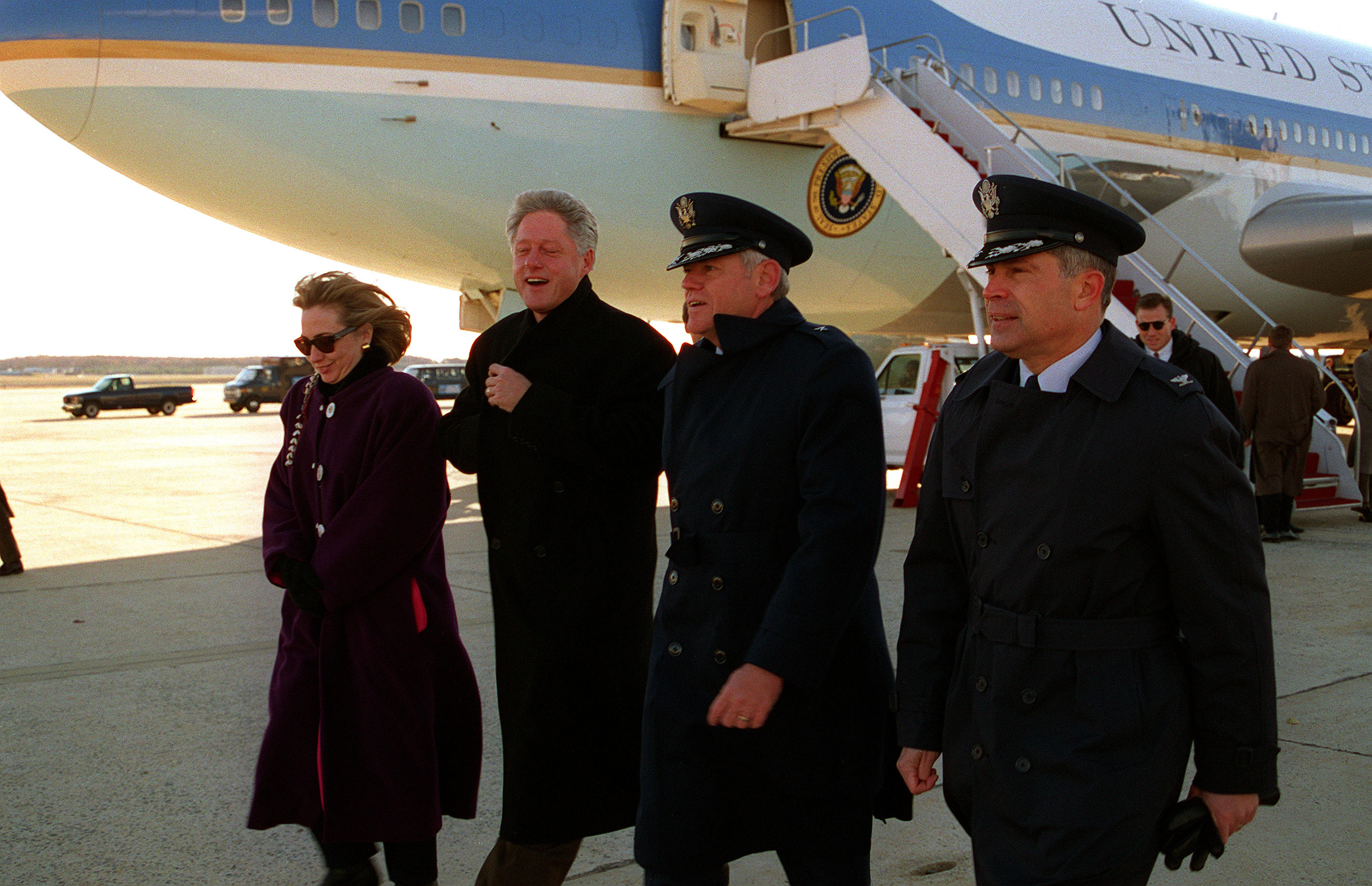
Bill e sua esposa Hillary deixando o Força Aérea Um.

De volta a Europa, para deter uma limpeza étnica e genocídio contra os albaneses perpetrado por militares e milicianos sérvios na região do Kosovo, Clinton autorizou uma ação armada pelo mar e pelo ar, com ajuda da OTAN, para bombardear alvos na Iugoslávia em 1999, na chamada Operação Forças Aliadas. O general Wesley Clark, que era o comandante supremo das forças da OTAN no continente europeu, supervisionou a missão. Com a outorga da Resolução 1244 do Conselho de Segurança das Nações Unidas, a campanha de bombardeios terminou em junho de 1999. A resolução colocou o Kosovo sob administração da ONU e autorizou o envio de uma força de paz para a região. Apesar das tropas aliadas não terem sofrido perdas por fogo inimigo, dois militares morreram na queda de um helicóptero AH-64 Apache. Mais tarde foi apontado que os riscos de uma limpeza étnica poderiam ter sido exagerados pelo governo americano. Uma corte da ONU afirmou que realmente não houve um genocídio na região, mas reconheceu que havia uma "sistemática campanha de terror, incluindo assassinatos em massa, estupros, assédio de civis e outros maus tratos contra populações locais". O líder sérvio Slobodan Milošević, presidente da Iugoslávia, foi mais tarde levado a julgamento por "crimes contra a humanidade". A operação da OTAN foi considerada um sucesso tático.

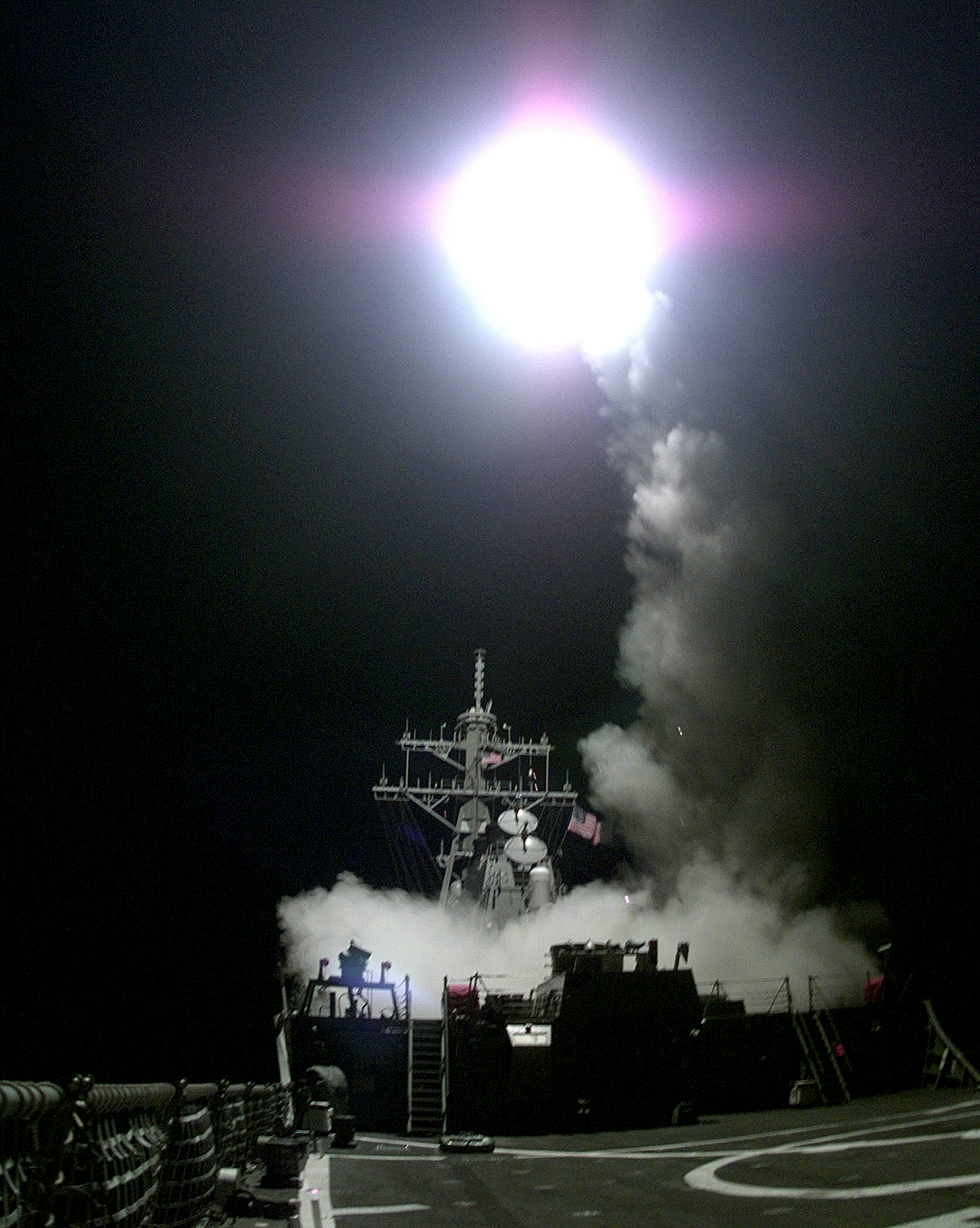
O navio de guerra americano USS Gonzalez disparando um míssil BGM-109 Tomahawk contra alvos na Iugoslávia, em 1999. O presidente Clinton ordenou uma série de bombardeios aéreos e navais contra a região no final da década de 1990.

Durante um discurso perante o Congresso em 1998, Clinton ressaltou a ameaça que Saddam Hussein, o ditador do Iraque, representava:

"Juntos nós devemos confrontar o novo perigo das armas químicas e biológicas, e os Estados fora da lei, organizações criminosas e terroristas estão buscando adquirir tais armamentos. Saddam Hussein passou a maior parte desta década e muita da riqueza da sua nação, não provendo para o povo iraquiano, mas sim desenvolvendo armas nucleares, químicas e biológicas e sistemas de mísseis para liberar estes agentes. Os inspetores de armas das Nações Unidas fizeram um bom trabalho, encontrando e destruindo os arsenais do Iraque que não foram arrasados na Guerra do Golfo. Agora, Saddam Hussein quer impedir que eles completem sua missão. Eu sei que falo por todos nesta casa, republicanos ou democratas, quando eu digo para Saddam Hussein que 'você não pode desafiar a vontade do mundo', e quando eu digo para ele que 'você já usou armas de destruição em massa antes; nós estamos determinados a negar a você a capacidade de usa-las novamente'".

Bill Clinton e Jiang Zemin durante uma conferência de imprensa, a 29 de outubro de 1997.

Para enfraquecer Saddam, Clinton assinou a resolução H.R. 4 655 em lei a 31 de outubro de 1998, que instituiu uma política de "mudança de regime" no Iraque, mas não autorizava ações diretas para derrubar Hussein do poder, como por exemplo uma invasão. Ainda assim, o governo americano lançou uma campanha de bombardeios aéreos e navais contra Saddam que durou quatro dias, na chamada Operação Desert Fox, de 16 a 19 de dezembro de 1998. Ao fim destes ataques, Clinton afirmou que "enquanto Saddam [Hussein] estiver no poder, ele será uma ameaça para o seu povo, para a região e para o mundo. Com nossos aliados, nós devemos firmar uma estratégia para conte-lo e deter seu programa de armas de destruição em massa, enquanto trabalhamos para ver um dia em que o Iraque tenha um governo que queira viver em paz com seu povo e com seus vizinhos". As potências da OTAN impuseram severas sanções econômicas em cima do regime iraquiano e também estabeleceram zonas de exclusão aérea no Iraque para impedir que as forças de Saddam lançassem mais operações contra regiões do país controladas por dissidentes. Aeronaves britânicas e americanas esporadicamente bombardeavam o território iraquiano entre 1999 e 2003.
Em novembro de 2000, Clinton visitou o Vietnã, se tornando o primeiro presidente americano a visitar o país desde o fim da guerra entre as duas nações.
A 10 de outubro 2000, Clinton assinou uma série de leis que melhoraram as relações políticas e comerciais dos Estados Unidos com a China, impulsionando o comércio bilateral. O presidente afirmou que essa nova relação comercial poderia eventualmente também levar a uma abertura política em Pequim.
Após os sucessos iniciais dos Acordos de Paz de Oslo no começo da década de 1990, Clinton tentou um novo esforço para resolver o conflito árabe-israelense no Oriente Médio. O presidente americano convidou o primeiro-ministro israelense Ehud Barak e o líder palestino Yasser Arafat para uma reunião em Camp David. Após o aparente fracasso das conversações, Bill afirmou que Arafat "perdeu uma oportunidade para facilitar uma paz justa e duradoura". Em sua autobiografia, intitulada My Life, Clinton culpou o líder palestino pelo colapso do encontro. A possibilidade de paz entre israelenses e palestinos caiu por terra de vez quando a Segunda Intifada começou.

Clinton e Ruth Bader Ginsburg, uma de suas indicadas para a Suprema Corte, em junho de 1993.

### Juízes apontados por Clinton
Clinton apontou dois juízes para a Suprema Corte dos Estados Unidos:
- Ruth Bader Ginsburg – 1993[166]
- Stephen Breyer – 1994[167]

Ele também apontou 66 juízes para as Cortes de Apelação federais e 305 outros juízes para as Cortes Distritais. Suas 373 indicações judiciais foi a segunda maior quantidade de nomeações feitas por um presidente, atrás apenas de Ronald Reagan. As indicações dele para cargos no judiciário, contudo, não foram sem complicações, com 69 nomeações para juízes federais sendo barradas, no Senado (controlado pelo Partido Republicano). No geral, 84% de duas indicações foram aceitas.

### Políticas econômicas
A presidência de Bill Clinton viu um dos maiores crescimentos econômicos da história americana. David Greenberg, um professor de história e estudos de mídia da Universidade de Rutgers, afirmou:

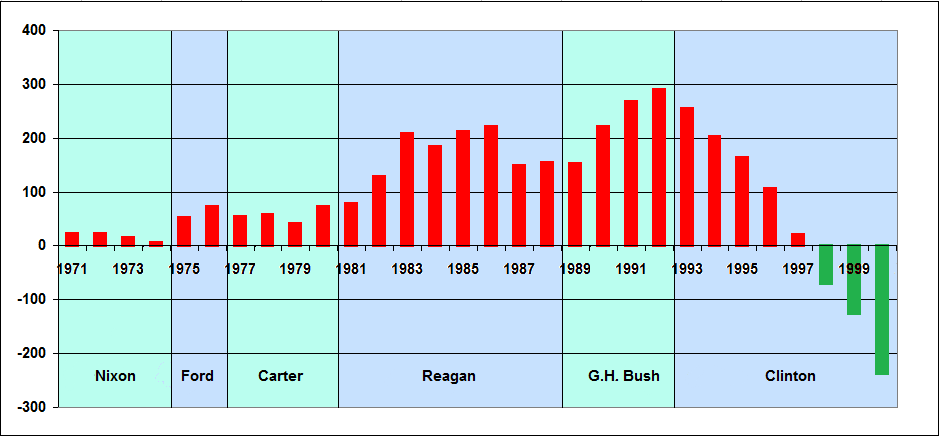
No gráfico, em vermelho, nota-se um aumento no déficit orçamentário entre 1971 e 1997. Contudo, como mostrado em verde, entre 1998 e 2001, os três últimos orçamentos de Clinton terminaram com um superávit das contas públicas.

"A era Clinton foi um período de progresso, especialmente na economia [...] O slogan de sua campanha de 1992, 'Putting people first' ('Colocando o povo na frente'), e sua afirmação de 'a economia, estúpido', mostrava um populismo ousado para a classe média que havia sofrido no governo de Ronald Reagan e George H.W. Bush. [...] Ao fim da presidência de Clinton, os números foram uniformemente impressionantes. Além do recorde no superávit das contas públicas e dos baixos índices de pobreza, a economia teve um dos maiores avanços da história; os mais baixos índices de desemprego desde os anos 1970; e os mais baixos índices de pobreza para mães solteiras, afro-americanos e idosos".
Ao propor um plano para reduzir o déficit público, Clinton apresentou um orçamento que cortaria o déficit em US$ 500 bilhões em um período de cinco anos ao reduzir os gastos em US$ 255 bilhões e aumentando os impostos em cima de 1,2% da população americana que era mais rica. Também impôs um novo imposto sob energia e colocou em um-quarto dos pagamentos da Seguridade Social impostos mais altos para os beneficiários.
Os republicanos no Congresso se opuseram firmemente contra a proposta de Clinton, afirmando que a nova política de impostos faria mais mal do que bem. Os republicanos estavam unidos neste assunto e todos na Câmara votaram contra o orçamento proposto. No Senado, foi necessário o voto do vice-presidente Al Gore para desempatar a votação. Após um extenso lobbying por parte do governo Clinton, a Câmara de Representantes votou o orçamento por 218 votos a favor e 216 contra. O novo pacote expandiu as taxas de renda de crédito, para beneficiar as classes mais pobres. Isso reduziu a quantidade de impostos que eles pagam e então uma nova lei de contribuição de impostos de Seguro Federal, proveu US$ 21 bilhões em cortes para 15 milhões de pessoas de baixa renda. As melhores condições econômicas e políticas serviram para incentivar os investidores, o que reanimou a bolsa de valores e levou as taxas de juro a cair, o que resultaria em um impulso ao consumo interno. Os últimos quatro orçamentos de Clinton mostraram não só redução no déficit, mas entre 1998 e 2000 houve um superávit das contas do governo. No último ano de Bill na presidência, foi reportado um balanço positivo de US$ 237 bilhões (um dos maiores da história). Esse dinheiro extra nas mãos do governo foi usado para pagar a dívida pública por US$ 452 bilhões, apesar da dívida federal continuar a subir, ainda que lentamente. Contudo, o superávit orçamentário só foi conquistado contra a dívida pública que era calculada com a exclusão das participações intragovernamentais. Isso significava que o governo era capaz de deduzir os empréstimos que fazia do fundo de seguridade social como lucro nos relatórios do orçamento, que representava boa parte do superávit. Calculando a participação de ativos intragovernamentais da dívida pública, o déficit mais baixo foi de US$ 17,9 bilhões. Assim, muitos argumentam que o superávit pode ter sido na verdade bem menor.
Apesar dos progressos econômicos, a dívida federal aumentou durante o governo Clinton de US$ 4,3 trilhões para US$ 5,6 trilhões.

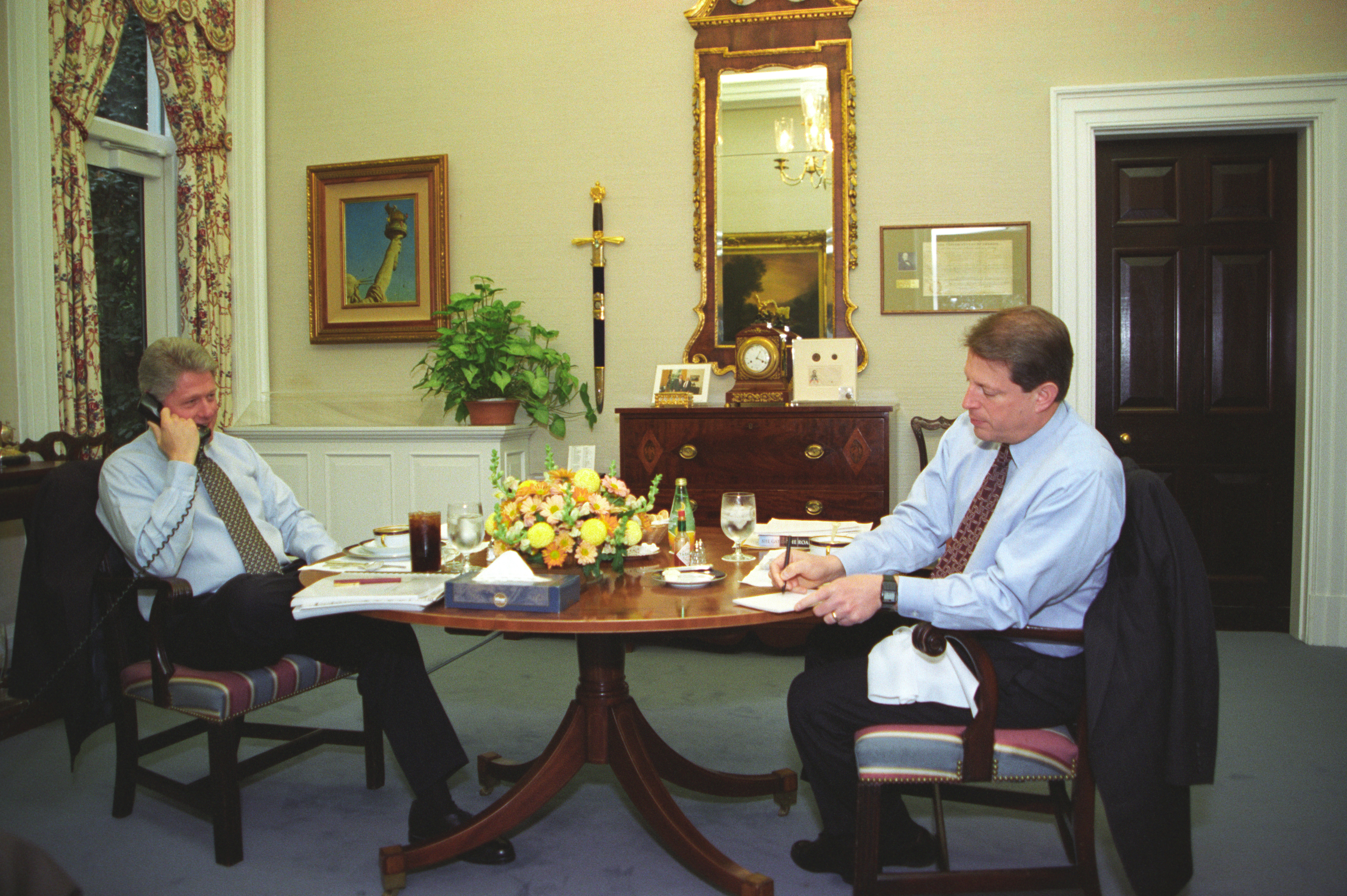
Clinton e seu vice Gore trabalhando na Casa Branca.

A economia cresceu durante os anos de Bill Clinton no poder e em fevereiro de 2000 foi quebrado o recorde de crescimento econômico ininterrupto da história americana. Contudo, alguns argumentam que este crescimento só foi possível graças as especulações de mercado e a bolha de investimentos na bolsa de NASDAQ, além da bolha tecnológica, que chegaram ao fim nos anos 2001 e 2002.
Quando os republicanos assumiram a maioria no Congresso em 1994, Clinton lutou contra suas propostas de corte de impostos, acreditando que isso beneficiaria apenas os mais ricos e enfraqueceria o crescimento econômico. Em agosto de 1997, contudo, o presidente e a liderança republicana no Congresso chegaram a um acordo para reduzir taxas sob fortunas adquiridas e nos impostos estaduais, ao mesmo tempo que aumentava benefícios que afetavam crianças e novas taxas mais baratas para dívidas escolares de alunos de faculdades. Os congressistas então aprovaram, em 1995, a proposta de Clinton para reduzir as mensalidades das faculdades através de subsídios e financiamentos federais, facilitando também o acesso a créditos estudantis.
De fato, Clinton teve que batalhar muito com o Congresso para avançar cada orçamento proposto, defendendo gastos maiores em educação, subsídios governamentais, defesa do meio ambiente e financiamento para o AmeriCorps. Ambos os lados dificilmente chegavam a acordos e a situação chegou ao impasse ao fim de 1995 quando os conservadores propuseram cortes nos programas Medicare, Medicaid, no sistema de educação e em projetos para o meio ambiente. Com o presidente vetando boa parte destas medidas, os republicanos não aprovaram duas medidas para gastos federais, o que trancou o governo e fez com que algumas agências não tivessem dinheiro para operar.
Em abril de 1996, Clinton e o Congresso firmaram um acordo para o orçamento, para financiar as agências do governo até o fim do ano fiscal em outubro. Os republicanos conseguiram alguns cortes de gastos como eles queriam (como menos investimentos em programas culturais, de trabalho e habitação) mas preservaram alguns programas que Clinton queria, incluindo investimentos em educação e meio ambiente.
O governo Clinton afirmou que suas principais conquistas foram:
- A média de crescimento da economia foi de 4,0% ao ano, comparado com uma média de 2,8% registrada nos anos anteriores. A economia, de fato, cresceu por 116 meses seguidos, a maior sequência da história;[183]
- Criação de mais de 22,5 milhões de postos de trabalho — a melhor performance de um presidente, e mais do que havia sido registrado nos últimos 12 anos. No total, 20,7 milhões de novos empregos foram gerados no setor privado;[184]
- A renda das famílias aumentou em todos os níveis da sociedade americana. Desde 1993, a renda familiar subiu de US$ 42 612 em 1993 para US$ 48 950 em 1999;[185]
- Desemprego caiu para os menores níveis em 30 anos, de 6,9% em 1993 para 4,0% em janeiro de 2001. O desemprego, de fato, ficou abaixo dos 5% por 40 meses seguidos. O desemprego para afro-americanos caiu de 14,2% em 1992 para 7,3% em 2000, o menor nível registrado. Já para a população hispânica, caiu de 11,8% em outubro de 1992 para 5,0% em 2000, também o menor nível já registrado;[184]
- A inflação tinha caído para os menores níveis desde o governo Kennedy (na década de 1960), com uma média de 2,5% (metade do que havia sido no governo anterior).[186]
- Os índices da casa própria chegaram a 67,7% no fim do governo Clinton, o maior já registrado;[187]
- A taxa de pobreza caiu de 15,1% em 1993 para 11,8% em 1999, a maior queda registrada em 30 anos. Assim, cerca de sete milhões de pessoas haviam saído da pobreza;[188]
- O superávit orçamentário em 2000 foi de US$ 237 bilhões, ficando positivo pelo terceiro ano seguido. Este também foi o maior superávit das contas públicas na história americana;[187]
- Clinton trabalhou com os republicanos para iniciar uma reforma no sistema de assistências sociais governamental. Assim, com uma nova política implementada, o número de pessoas que recebiam assistência do governo havia caído para o menor nível desde 1969. Entre janeiro de 1993 e setembro de 1999, o número de cidadãos que recebiam ajuda caiu de 7,5 milhões para 6,6 milhões. Em comparação, entre 1981 e 1992, o número de pessoas que recebiam assistências governamentais subiu 2,5 milhões (22% a mais) para 13,6 milhões de beneficiários.[189]

#### Comércio
Clinton queria reduzir barreiras comerciais com outras nações. Sacrificando apoio político, ele defendeu áreas de livre comércio e acordos multilaterais. Opositores afirmaram que baixar as tarifas e relaxar as regras de importação custaria empregos nos Estados Unidos, pois as pessoas prefeririam comprar produtos no exterior que eram mais baratos. Clinton disse que livre comércio ajudaria os americanos pois aumentaria as exportações e faria a economia crescer.
Em dezembro de 1992 foi assinado a criação do NAFTA pelo presidente George H. W. Bush. Com isso, só falta a ratificação da legislatura americana, mexicana e canadense. Clinton não alterou o acordo quando subiu ao poder, mas acrescentou cláusulas ambientais e de cooperação trabalhista entre as nações, fazendo do NAFTA o primeiro bloco comercial "verde" e o primeiro tratado internacional feito exigindo condições trabalhistas comuns, mesmo que com sansões de retaliação leve. O Tratado Norte-Americano de Livre Comércio gradualmente reduziu tarifas comerciais e criou uma zona de livre comércio entre os três países da América do Norte. Oponentes da NAFTA, liderados por Ross Perot, afirmaram que o tratado faria com que companhias americanas preferissem empregar pessoas no México, onde eles produziriam mais com um custo de produção menor (especialmente por causa da mão de obra barata), e então levariam estes produtos para os Estados Unidos com preços mais baratos. Clinton, contudo, defendeu novamente que tratado seria bom para a economia pois aumentaria as exportações. De fato, o NAFTA acabou sendo relativamente bem-sucedido como um acordo econômico e político. Com apoio quase que bipartidário, o Congresso dos Estados Unidos aprovou a criação do bloco em 1993.
Clinton também buscou melhores relações com as nações do Círculo do Pacífico, assinando novos tratados comerciais. Em novembro de 1993 ele sediou, em Seattle, Washington, uma conferência do bloco de Cooperação Econômica Ásia-Pacífico (APEC), onde estiveram presentes pelo menos doze líderes dessas nações. Em 1994, o presidente firmou um acordo na Indonésia com os países do Círculo do Pacífico para gradualmente removerem barreiras comerciais entre as nações do bloco.

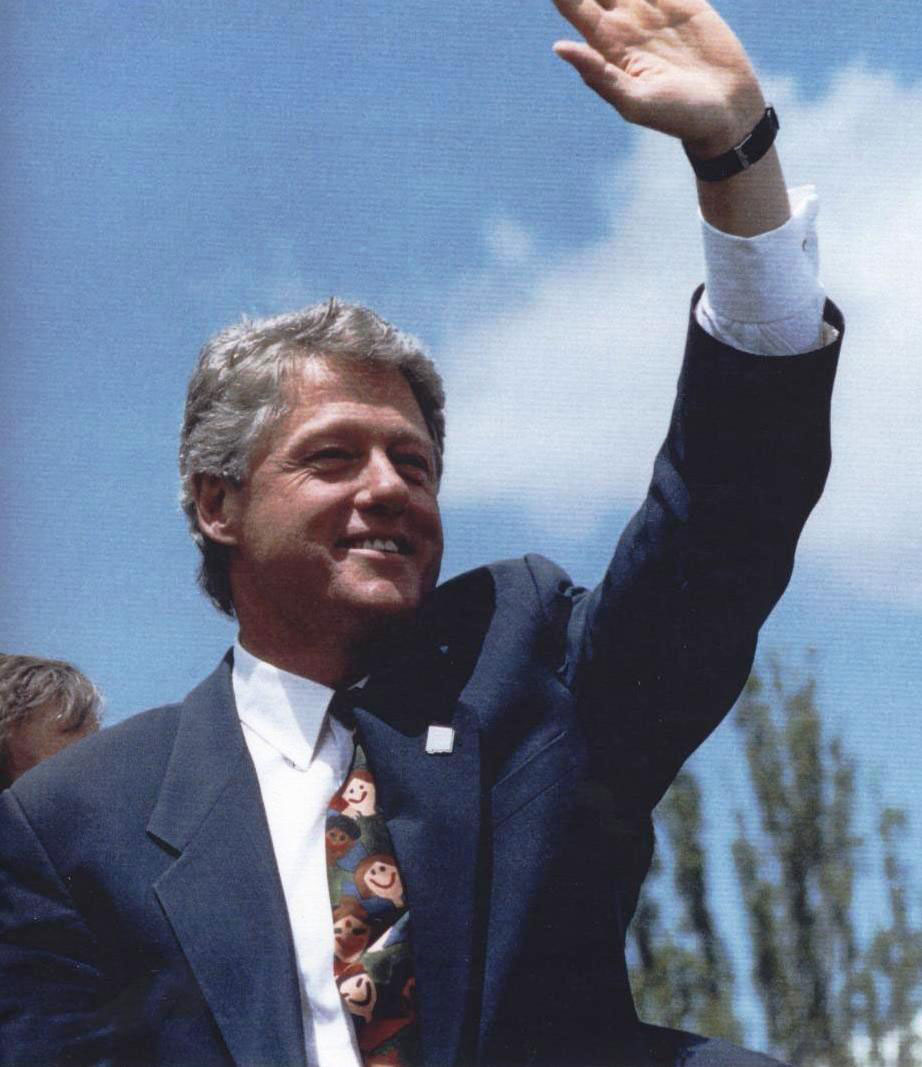
Apesar de alguns contratempos, as políticas de Clinton levaram os Estados Unidos a um período de robustez econômica e forte crescimento do consumo interno

Autoridades do governo Clinton também participaram das negociações do Acordo Geral de Tarifas e Comércio (AGTC), uma organização internacional comercial. As negociações para criação deste acordo estavam em andamento desde 1986. Em um gesto raro, Clinton pediu para o Congresso votar sobre o acordo comercial no inverno de 1994 e eles aprovaram. Como parte do acordo, foi criado um novo órgão internacional, a Organização Mundial do Comércio (OMC), que viria a substituir o AGTC em 1995. A OMC tinha mais autoridade para fazer valer as leis de comércio internacionais e tinha um alcance bem grande.
Clinton sofreu sua primeira derrota em termos de legislações comerciais no seu segundo mandato. Em novembro de 1997, o Congresso tomado pela oposição republicana atrasou a votação que daria autoridade ao presidente de firmar acordos comerciais sozinho. Clinton não conseguiu apoio o suficiente para aprovar a proposta, mesmo dentro do seu próprio partido.
Clinton sofreu outro retrocesso em 1999, quando um acordo falhou num encontra na OMC. Países pobres e ricos resistiram as propostas do presidente, especialmente por suas exigências comerciais.
Ainda em 1999, Clinton assinou um grande acordo comercial com a República Popular da China. O entendimento resultou em uma década de negociações que derrubaram várias barreias comerciais entre os dois países. Assim, houve um salto nas exportações de produtos americanos para o continente chinês, como carros, serviços bancários e peças de entretenimento (como filmes). Contudo, o acordo só poderia entrar em vigor se a China fosse aceita na OMC e que se estabelecesse status de "relações comerciais normais" pelo Congresso americano. Neste pacto, os Estados Unidos apoiariam os chineses na sua entrada na OMC. Muitos republicanos e democratas estavam preocupados pois dar este status a China seria ignorar os abusos aos direitos humanos perpetrados por lá, além de que havia a discussão de que o acordo poderia não ser tão bom para a economia americana. O congresso, contudo, deu um parecer favorável ao tratado em 2000 e estabeleceu relações comerciais normais com a China. Estudos posteriores indicam que o acordo beneficiou a economia americana.
No total, o governo Clinton negociou mais de 300 acordos comerciais com outros países. O último secretário do tesouro do presidente, Lawrence Summers, afirmou que as tarifas menores negociadas nos tratados por Clinton, reduziram os preços dos produtos nas mãos dos consumidores e ajudou a baixar a inflação.

## Pós-presidência

Clinton durante a campanha "Get out the vote" ("Vá e vote"), durante a campanha democrata a presidência em 2000.

Bill Clinton continuou ativo na vida pública após deixar a Casa Branca em 2001, dando discursos, trabalhando para o Partido Democrata e organizações de caridade. Desde 1988, Clinton já participou de seis Convenções Nacionais Democratas.

### Atividades até a campanha de 2008
Em 2002, Clinton criticou a política externa do seu sucessor, George W. Bush (que havia derrotado o vice de Bill nas eleições de 2000), especialmente a política de ação militar preventiva contra o Iraque. Ele disse que teria "consequências indesejáveis", e depois afirmou ter sido um crítico da Guerra do Iraque desde o começo (embora há quem discorde). Em 2005, Clinton também criticou a política ambiental de Bush, durante uma Conferência da ONU em Montreal.
O William J. Clinton Presidential Center and Park em Little Rock, Arkansas foi erguido em 2004. Clinton então lançou sua autobiografia, My Life, ainda em 2004. Em 2007, ele lançou o livro Giving: How Each of Us Can Change the World, que se tornou um dos mais vendidos do The New York Times e recebeu boas críticas.

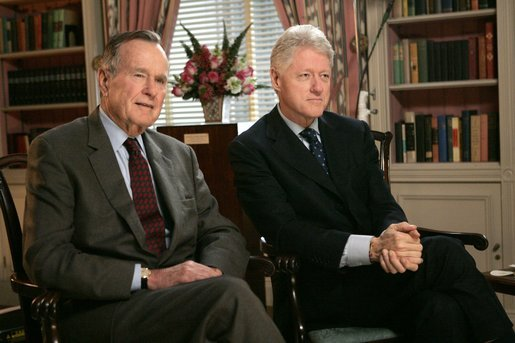
Clinton e o ex-presidente George H. W. Bush em janeiro de 2005

Durante os sismos na Ásia em 2004, o Secretário-geral das Nações Unidas Kofi Annan apontou Clinton para liderar os esforços humanitários. Após o Furacão Katrina, Bill se juntou ao ex-presidente George H. W. Bush para estabelecer o Fundo Bush-Clinton em 2005 para arrecadar dinheiro para apoiar as vítimas. Como parte para conseguir doações, os dois ex governantes participaram de um segmento no pré-show do Super Bowl XXXIX, e eles viajaram para as áreas afetadas pelos furacões. Eles também se uniram no funeral de Boris Yeltsin em 2007.

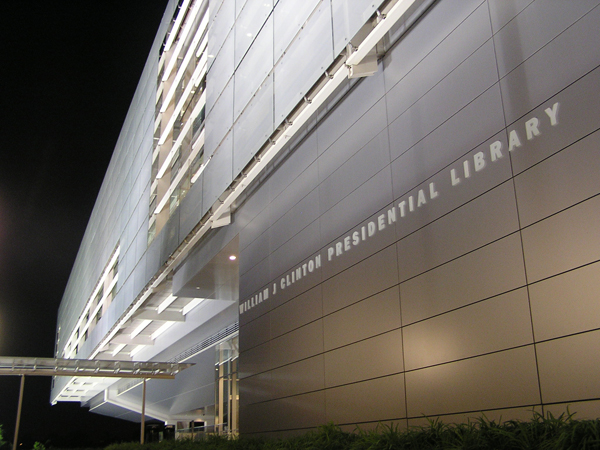
O William J. Clinton Presidential Center and Park, a sua biblioteca presidencial, erguida em 2004.

Baseado em suas visões mundiais humanitárias, ele criou a Fundação Clinton para agir contra problemas mundiais. Essa fundação inclui um fundo de pesquisa para pesquisa da AIDS e HIV. A Clinton Global Initiative (CGI, ou "Iniciativa Global Clinton"), surgiu em 2005, para trabalhar em questões como saúde pública, combate a pobreza e conflitos étnicos e religiosos. Ainda em 2005, Clinton sugeriu que se parasse de vender bebidas muito açucaradas nas escolas. A sua fundação também se juntou ao Grupo C40 de Grandes Cidades para a Liderança Climática em 2006 para melhorar as interações entre os governos na questão do clima e encontrou com líderes para promover esta iniciativa. A fundação recebeu muitas doações de governos pelo mundo, incluindo países da Ásia e do Oriente Médio. Em 2008, o diretor da fundação, o filantropo Inder Singh, anunciou um acordo para reduzir o preço das drogas antimalária por 30% para nações em desenvolvimento. Clinton também foi favorável a California Proposition 87 a respeito de alternativas energéticas, que foi vetado.

### Eleição presidencial de 2008
Durante as eleições primárias do Partido Democrata em 2008, Clinton apoiou vigorosamente sua esposa Hillary Clinton. Fazendo discursos e angariando fundos, ele levantou mais de US$ 10 milhões para a campanha dela. Muitos afirmaram que a campanha fracassada de Hillary, sendo derrotada por Barack Obama, afetou a imagem do presidente, que apesar de popular, não conseguiu mobilizar os democratas para apoia-la. Foram reportados, durante a campanha brigas entre o pessoal do Bill e da Hillary, especialmente na Pensilvânia. Havia o medo de que, após a extensa e quente primária, o partido poderia se dividir entre os apoiadores de Clinton (os centristas) e os de Obama (mais inclinados com a esquerda política). Para afastar esse medo, em agosto de 2008, Clinton endossou Barack Obama na Convenção do Partido, dando um discurso entusiasmado em seu apoio, falando que Obama estava "pronto para liderar". Uma vez encerrada a corrida presidencial de Hillary, Bill continuou a tentar angariar fundos para pagar as dívidas da campanha.

### Após as eleições de 2008

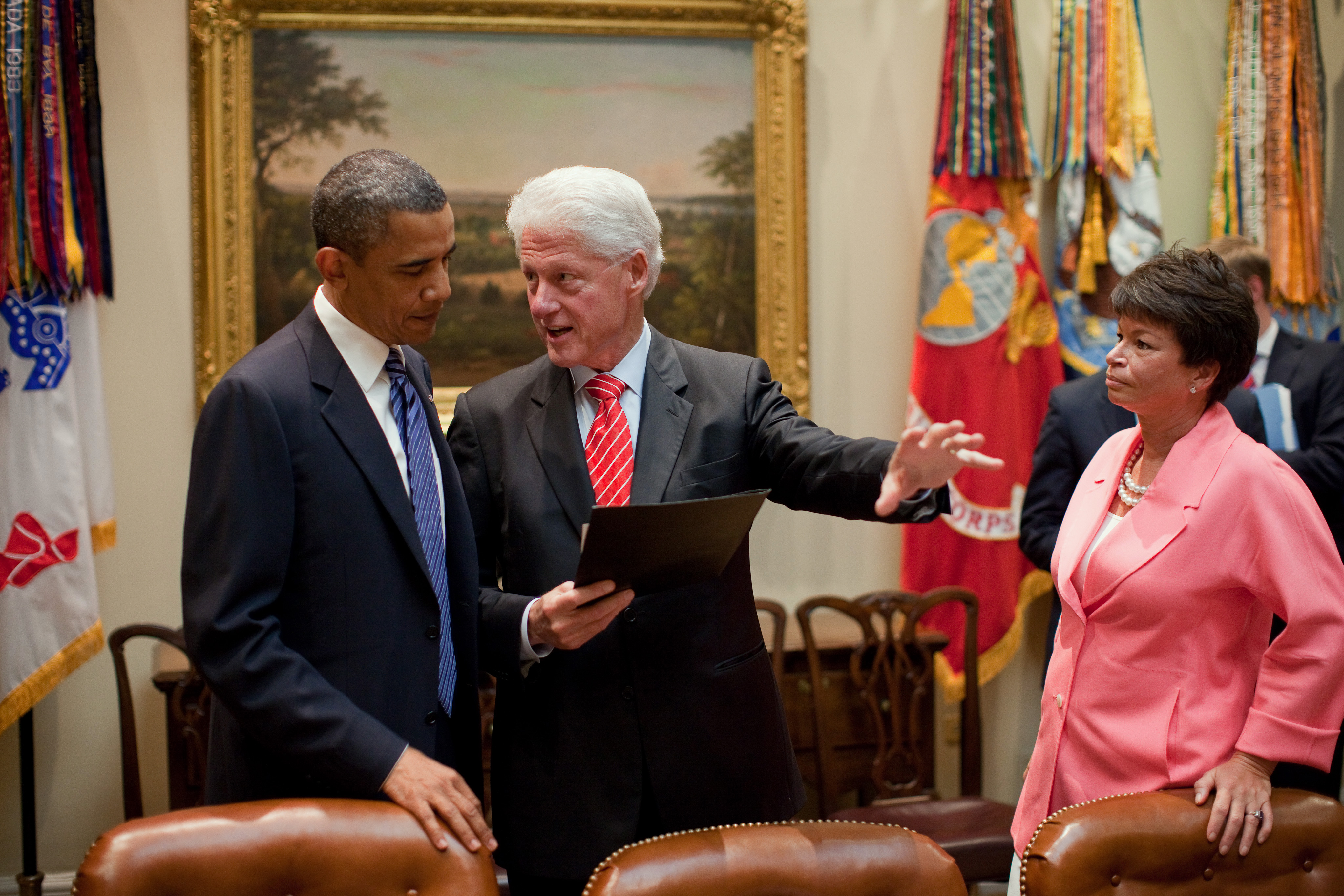
Clinton com o então presidente Barack Obama e a conselheira da presidência Valerie Jarrett, em julho de 2010.

Em 2009, Clinton viajou para a Coreia do Norte para pedir a libertação de duas jornalistas americanos presos lá. Euna Lee e Laura Ling haviam sido detidas por ilegalmente entrar no país, via China. Jimmy Carter havia feito uma visita similar àquele país em 1994. Bill se encontrou com o líder norte-coreano, Kim Jong-il, e este concedeu perdão às duas jornalistas.
Após a visita à Coreia do Norte, Clinton foi enviado para outras missões diplomáticas. Ele foi nomeado o enviado especial da ONU no Haiti em 2009. Em resposta ao sismo do Haiti de 2010, o presidente Barack Obama anunciou que Clinton e George W. Bush lançariam um programa para angariar fundos para ajudar os haitianos. Bill continuou a visitar o Haiti para testemunhar a reconstrução das cidades haitianas e angariar mais dinheiro para as vítimas. Em 2010, ele anunciou apoio a fundação NTR, o primeiro grupo focado apenas em meio ambiente na Irlanda.
Na Convenção Nacional Democrata de 2012, Clinton discursou em apoio à reeleição de Barack Obama. O discurso foi bem aceito. Dois meses depois, Obama foi reeleito.

### Hillary e a eleição presidencial de 2016

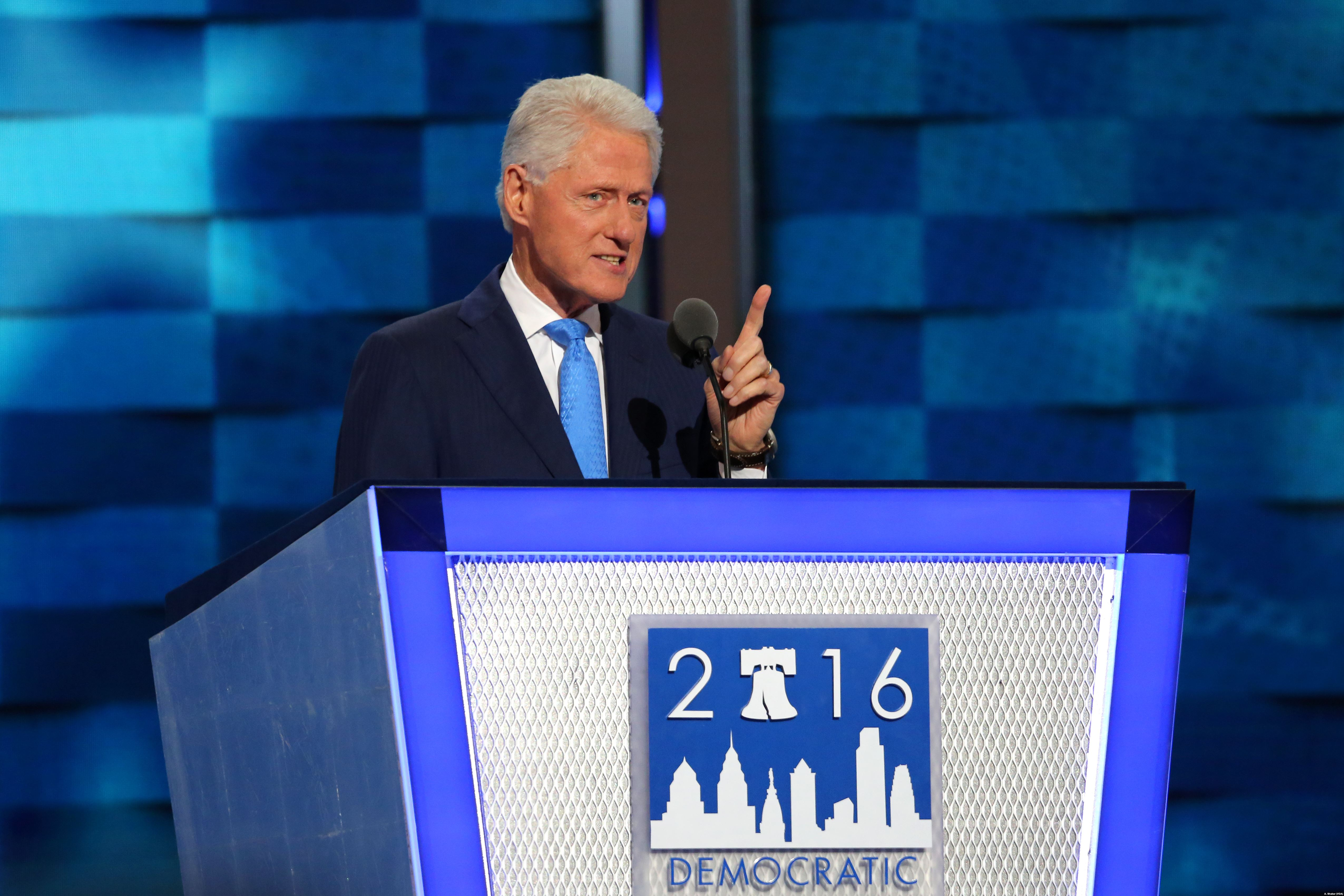
Bill Clinton na Convenção Nacional Democrata de 2016.

Durante a eleição presidencial de 2016, Bill Clinton encorajou os eleitores e seus apoiadores a votar em sua esposa Hillary e fez vários discursos durante a campanha dela. Em uma série de tweets, o então presidente eleito Donald Trump criticou a habilidade de Bill de convencer pessoas a ir e votar. Clinton serviu como um membro do colégio eleitoral no estado de Nova Iorque. Ele votou na esposa Hillary e no candidato a vice dela, Tim Kaine. Os dois perderam para Donald Trump em novembro.

### Eventos posteriores a 2016
Bill continuou ativo em questões sociais pelo país e no mundo. Em 7 de setembro de 2017, após a derrota da esposa nas eleições, Clinton se juntou aos ex presidentes Jimmy Carter, George H. W. Bush, George W. Bush e Barack Obama para trabalhar na organização sem fins lucrativos One America Appeal para ajudar as vítimas dos furacões Harvey e Irma nas comunidades na Costa do Golfo e no Texas.
Durante a campanha das eleições presidenciais de 2020, Bill teve pouca participação, falando na Convenção do Partido mas não realizando aparições públicas, muito devido a Pandemia de COVID-19. Bill e Hillary endossaram a chapa de Joe Biden e Kamala Harris, que acabaram vencendo a eleição.

### Questões de saúde
Em setembro de 2004, Clinton foi submetido a uma cirurgia de ponte de safena. Em março de 2005, ele foi submetido a mais uma intervenção cirúrgica por causa de um pulmão parcialmente colapsado. Em fevereiro de 2010, ele foi levado as pressas para o hospital Columbia Presbyterian, em Nova Iorque, reclamando de dores no peito e teve dois stents colocados nas suas artérias coronárias. Depois disso, Clinton adotou a prática do veganismo, por recomendação médica.
Foi reportado que Clinton praticava meditação budista para ajudar ele a relaxar e melhorar sua qualidade de vida.

### Fortuna

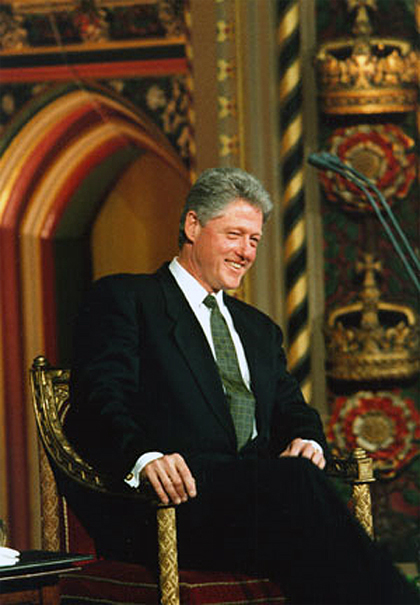
Bill Clinton em 1995

De origem humilde, Clinton deixou a Casa Branca ainda com uma situação financeira não muito elevada financeiramente (devido a processos legais), mas nos anos seguintes ele e sua esposa começaram a acumular riquezas. Tanto Bill quanto Hillary Clinton ganharam milhões lançando livros. Em maio de 2015, o jornal The Hill reportou que o casal Clinton havia ganho US$ 25 milhões fazendo discursos desde o começo de 2014. Hillary só com seu livro Hard Choices ela acumulou US$ 5 milhões com as vendas. Em julho de 2014, o Daily Mail afirmou que, juntos, o casal conseguiu acumular uma fortuna de US$ 160 milhões uma década após o segundo mandato de Bill ter terminado. No mesmo ano, o Wall Street Journal reportou que, ao fim de 2012, os Clintons ganharam entre US$ 5 milhões e US$ 25,5 milhões, e que em 2012 mesmo (último ano que este tipo de informação foi divulgada) o casal fez entre US$ 16 e US$ 17 milhões, sendo que a maioria deste dinheiro foi ganho pelo ex-presidente fazendo discursos. Já numa reportagem feita pela ABC News e pelo The Washington Post afirmou que Bill Clinton fez pelo menos US$ 100 milhões discursando e aparecendo em outros eventos públicos. O New York Times disse que Bill tinha acumulado uma fortuna de US$ 109 milhões em oito anos (de 2000 a 2008), incluindo US$ 92 milhões de discursos e vendas de livros.
Hillary Clinton disse que ela e Bill saíram da Casa Branca "quebrados" e endividados, devido aos encargos legais e outros problemas que eles tiveram em Washington, D.C.. Ela recordou: "Nós não tínhamos dinheiro quando chegamos lá [na Casa Branca], e tivemos de juntar dinheiro para, você sabe, pagar hipotecas, casas, e a educação da Chelsea". Ela completou dizendo que "Bill trabalhou muito duro... nós tivemos que pagar todas as nossas dívidas... e ele teve que ganhar tudo em dobro por causa de, obviamente, os impostos; e então pagar as dívidas, comprar uma casa e cuidar da família".

## Opinião pública
Os índices de aprovação de Clinton variavam entre 40% e 50% durante o seu primeiro mandato. No segundo mandato, sua popularidade ficou acima de 50%, chegando a superar 60%. Após o seu quase impeachment entre 1998 e 1999, seu índice de popularidade chegou aos níveis mais altos enquanto ele estava no cargo, possivelmente puxado pela divulgação de dados muito positivos da economia. Uma pesquisa feita pela CBS, junto com o jornal New York Times, disse que ele deixou a presidência com seu trabalho sendo aprovado por 68% da população, que empatou com Ronald Reagan e Franklin D. Roosevelt como os presidentes com mais altos índices de popularidade quando saíram do cargo.

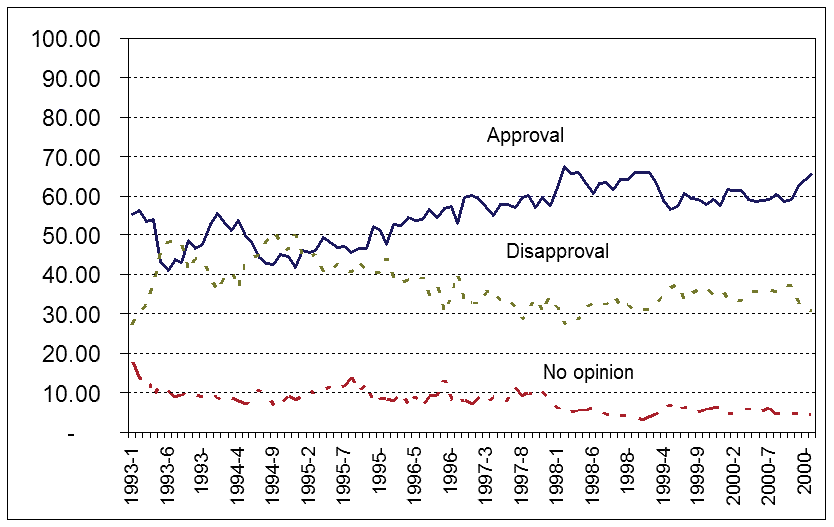
Os índices de aprovação de Bill Clinton durante sua presidência. Em azul o índice de aprovação e em vermelho o de reprovação

Quando ele deixou a presidência, uma pesquisa feita pela CNN/USA TODAY/Gallup revelou que 45% do eleitorado afirmou que ia sentir falta dele no cargo de presidente. Enquanto 55% dos entrevistados disseram que achavam que ele "ainda tem algo a contribuir e deveria permanecer na vida pública"; 68% disseram que ele será lembrado também por todos os "escândalos" que ocorreram na sua presidência; e 58% responderam "Não" a pergunta "Você geralmente acha que ele é honesto e digno de confiança?". Já 47% afirmaram que eram apoiadores do ex presidente. O mesmo percentual de pessoas disseram que ele seria lembrado como um presidente "Excepcional" ou "acima da média", enquanto 22% afirmaram que ele foi um presidente "abaixo da média" ou "ruim".
Uma pesquisa feita pelo grupo Gallup, em fevereiro de 2007, pediu para que os seus correspondentes dissessem quem era o maior presidente americano. Clinton ficou em quarto lugar, com 13% da preferência dos pesquisados. Em uma outra pesquisa, feita um ano antes pela Quinnipiac University Polling Institute perguntou quem era o melhor presidente dos Estados Unidos desde a segunda guerra mundial e Bill Clinton ficou em segundo lugar, atrás de Ronald Reagan. Contudo, na mesma pesquisa, quando perguntado qual era o pior presidente desde o mesmo período, Clinton ficou em terceiro lugar, atrás de Richard Nixon e George W. Bush. Em maio de 2006, uma nova pesquisa feita pela rede CNN comparou a performance de Clinton na presidência se comparado ao seu sucessor, George W. Bush, e afirmou que a maioria da população acredita que Clinton foi um presidente melhor que Bush.
A rede de notícias ABC News afirmou, em 2001, que o consenso entre a população era que Clinton "não era confiável, pois ele tinha valores éticos fracos, mas fez um bom trabalho na presidência".
Depois de deixar a presidência, Clinton atingiu índices de aprovação de 66%, a melhor performance de um presidente do pós-guerra, três pontos à frente de Reagan e John F. Kennedy.
Em março de 2010, uma pesquisa da Newsmax/Zogby perguntou aos americanos qual dos ex-presidentes ainda vivos estaria melhor preparado para enfrentar os problemas que a nação enfrentava atualmente e por uma boa margem, a população escolheu Bill Clinton. Ele foi preferido por 41% do povo, enquanto George W. Bush recebeu 15%, George H. W. Bush 7% e Jimmy Carter recebeu 5%.
Uma pesquisa feita em 2015 pelo The Washington Post perguntou a 162 acadêmicos da American Political Science Association para ranquear os presidentes dos Estados Unidos por "grandeza". Clinton foi colocado na oitava posição (de 44), com 70%.

## Imagem pública

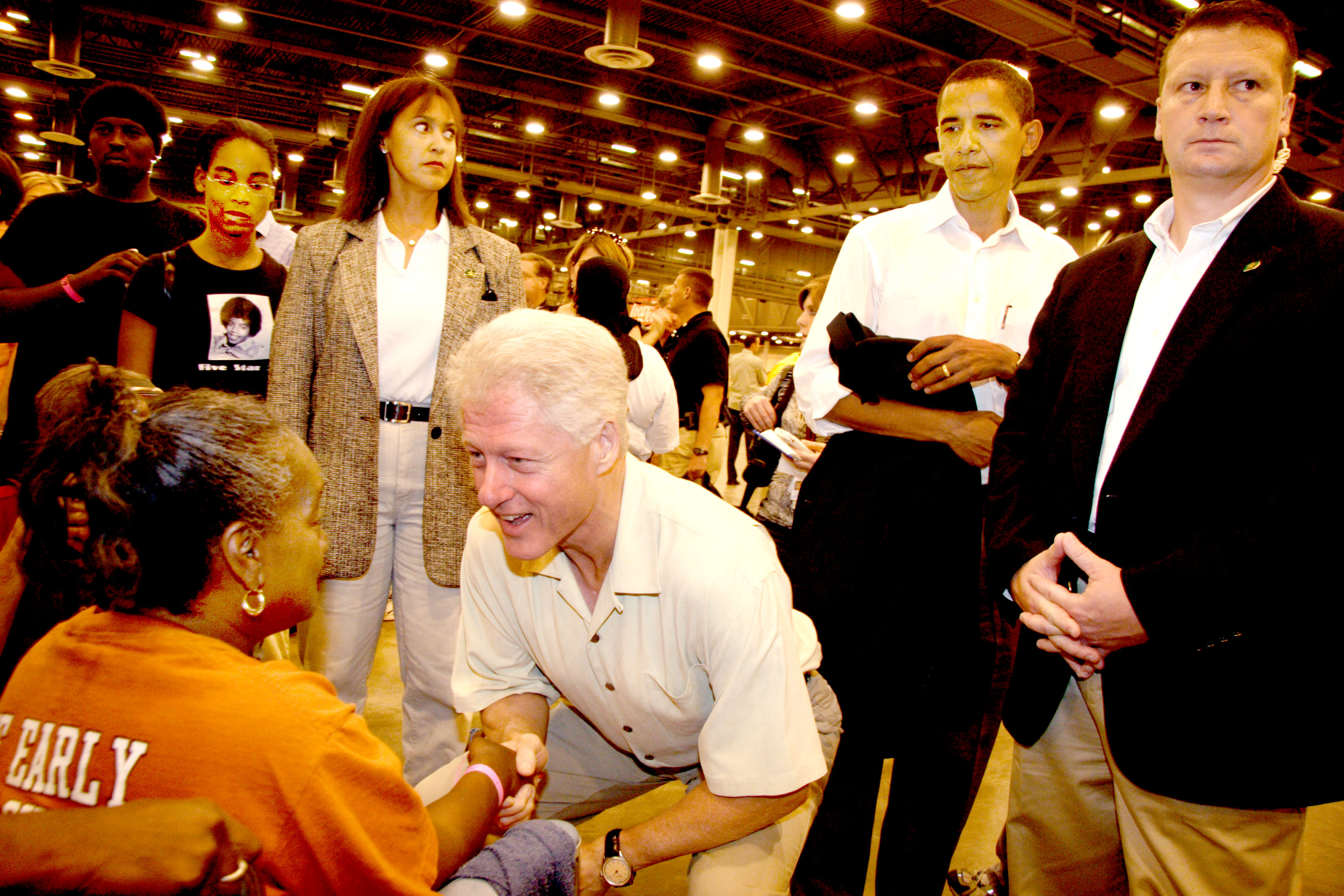
Clinton encontrando um refugiado após o Furacão Katrina, em setembro de 2005. Atrás dele, segurando um casaco, está o então senador e futuro 44.º presidente dos Estados Unidos, Barack Obama.

Como o primeiro presidente baby boomer, Clinton foi o primeiro homem a ocupar a presidência que não estava vivo durante a segunda guerra mundial. Os autores Martin Walker e Bob Woodward afirmaram que o estilo de dialogo de Clinton, seu carisma e percepção pública foi um fator para os seus altos índices de popularidade. Em 1992, quando Clinton apareceu no The Arsenio Hall Show tocando o seu saxofone, ele foi descrito por alguns conservadores como o "presidente da MTV". Mas os liberais de esquerda e a população mais jovem se identificou com Bill, afirmando que ele humanizou a presidência. Oponentes se referiam a ele como "Slick Willie", um apelido dado a ele pela primeira vez em 1980 pelo jornalista Paul Greenberg do Pine Bluff Commercial; Greenberg acreditava que Clinton estava abandonando as políticas progressistas dos seus predecessores no posto de governador do Arkansas, como Winthrop Rockefeller, Dale Bumpers e David Pryor. A afirmação de que era um "Slick Willie" ficaria durante toda a sua presidência. Com uma altura de 1,88 m, Bill era o quarto mais alto presidente da história da nação. Seu jeito do interior o fez com que lhe dessem o apelido de "Bubba", especialmente no sul do país. Desde 2000, ele também tem sido chamado de "The Big Dog" ou "Big Dog".

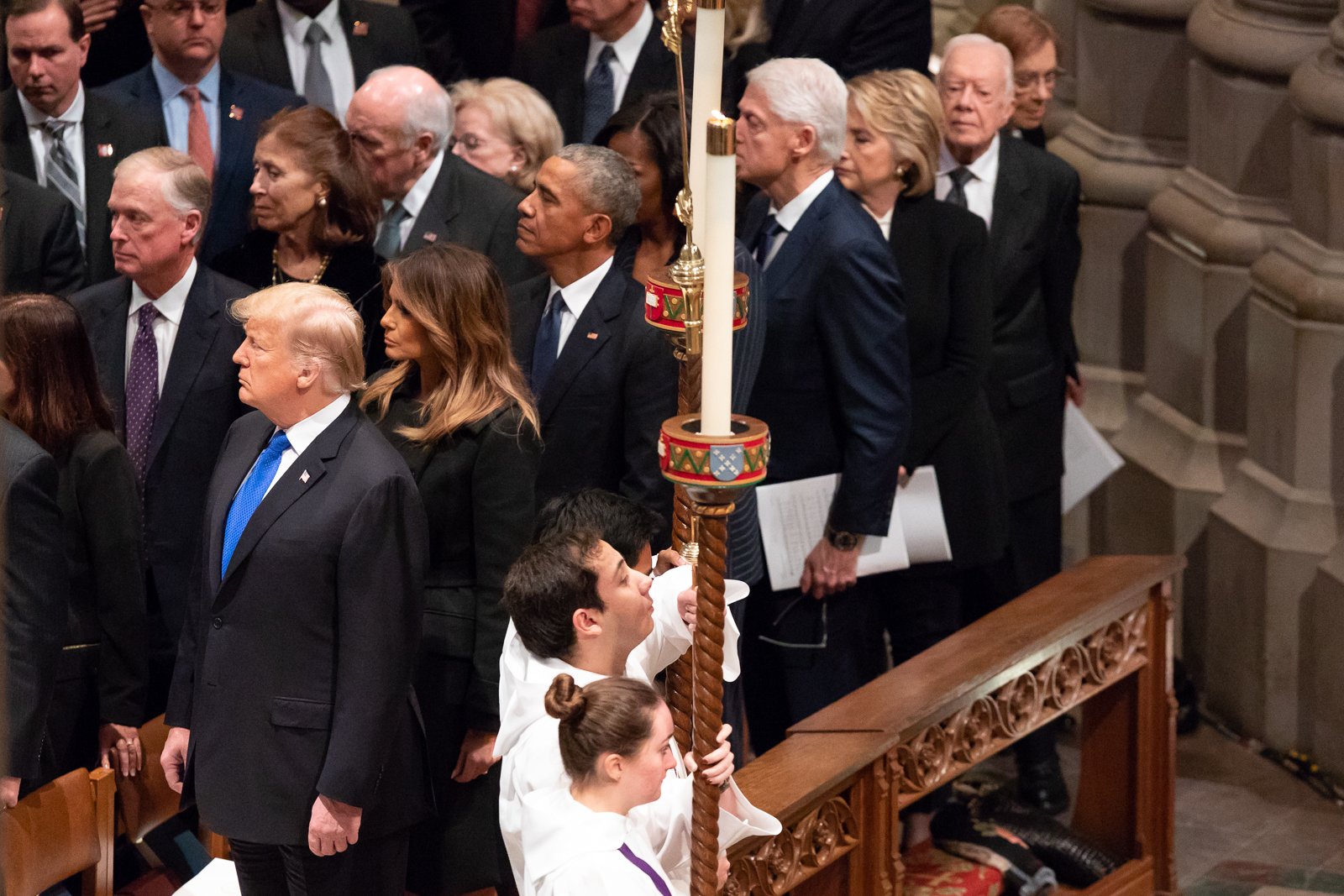
Clinton com o presidente Donald Trump, Jimmy Carter, Barack Obama e George W. Bush no sepultamento de George H. W. Bush.

Bill teve um papel proeminente na campanha a reeleição do Presidente Obama durante as eleições gerais, após um grande discurso na Convenção Nacional Democrata de 2012, onde ele apoiou incondicionalmente a nomeação de Obama e criticou o concorrente republicano Mitt Romney e as políticas do partido dele, o que lhe rendeu o apelido de "Explainer-in-Chief" ("Explicador-em-Chefe").
Clinton teve bons índices de popularidade com as minorias, especialmente com a comunidade afro-americana. Vários tópicos importantes para este grupo foram abordados durante sua presidência. Em 1998, a vencedora do Prêmio Nobel, Toni Morrison, disse que Clinton foi o "primeiro presidente negro", afirmando que ele "mostrava todos os traços de um negro: criado por só um dos pais, nascido pobre, classe trabalhadora, tocador de saxofone, amante de comida tipo McDonald's do Arkansas". Notando que a vida sexual de Clinton era escrutinada mais do que suas conquistas, Morrison comparou isso aos estereótipos e "dois pesos, duas medidas" que os negros têm que encarar.

## Vida pessoal
Aos 10 anos de idade, ele foi batizado na Igreja Batista Park Place em Hot Springs, Arkansas. Em 1980, após participar de uma peregrinação a Israel liderada pelo Pastor W. O. Vaught, tornou-se membro de sua igreja, a Batista Immanuel Little Rock. Quando se tornou presidente em 1993, tornou-se membro da Igreja Metodista Unida Foundry em Washington, D.C. com sua esposa metodista.

## Honras e prêmios

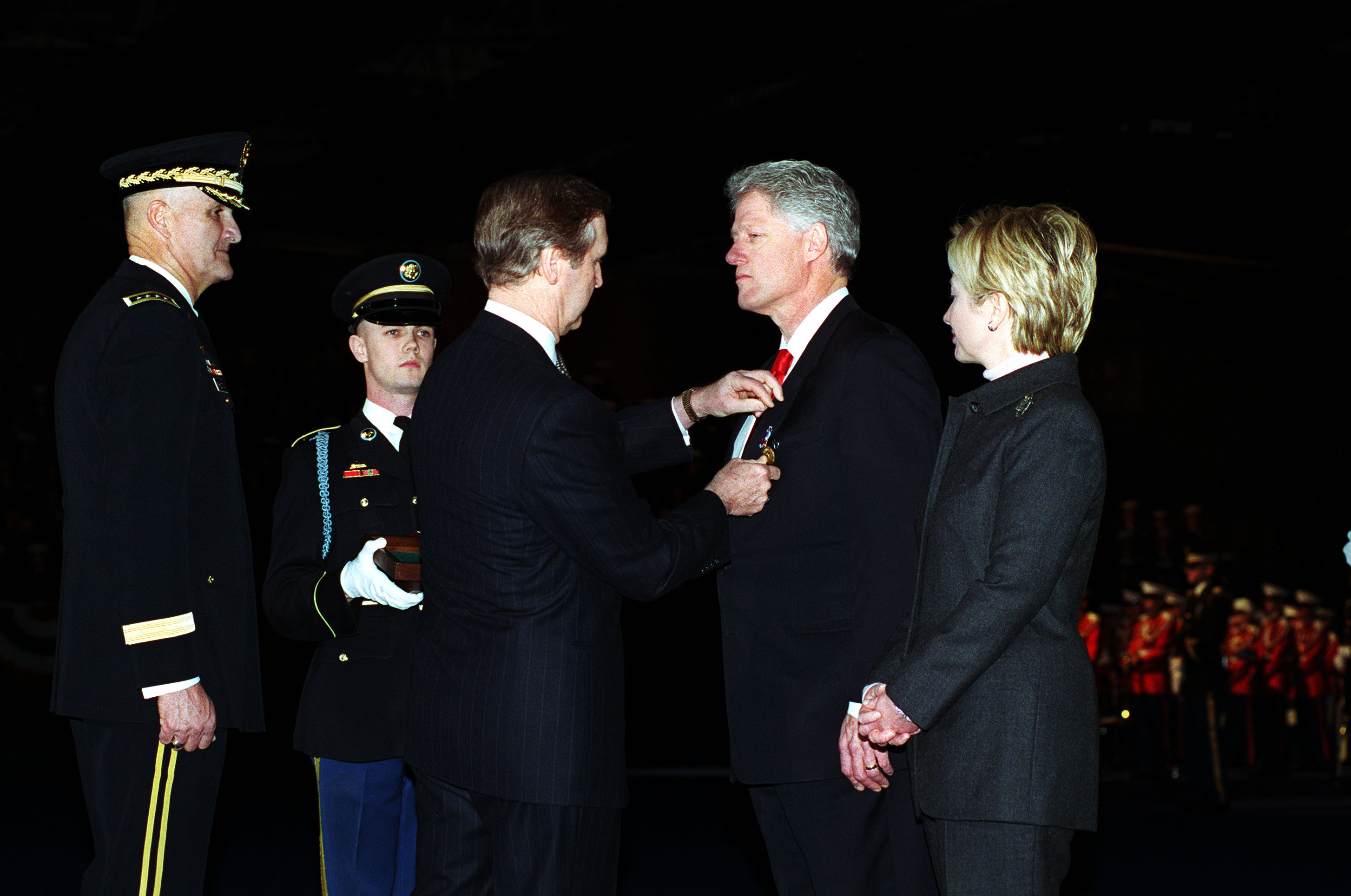
O Secretário de Defesa Cohen dá ao presidente Clinton uma medalha do Departamento de Defesa por serviços distintos.

Várias faculdades e universidades deram a ele títulos honoríficos, incluindo legum Doctor e litterarum humanarum doctor. Escolas receberam o nome de Clinton, e até estátuas foram erguidas em sua honra. Ele recebeu honras nos estados do Missouri, Arkansas, Kentucky e Nova Iorque. Ele chegou a receber, das mãos do secretário de defesa William S. Cohen uma medalha por serviços distintos, em 2001. O Clinton Presidential Center, que é a sua biblioteca presidencial, foi aberta na cidade de Little Rock, no seu estado natal do Arkansas, em 5 de dezembro de 2001.

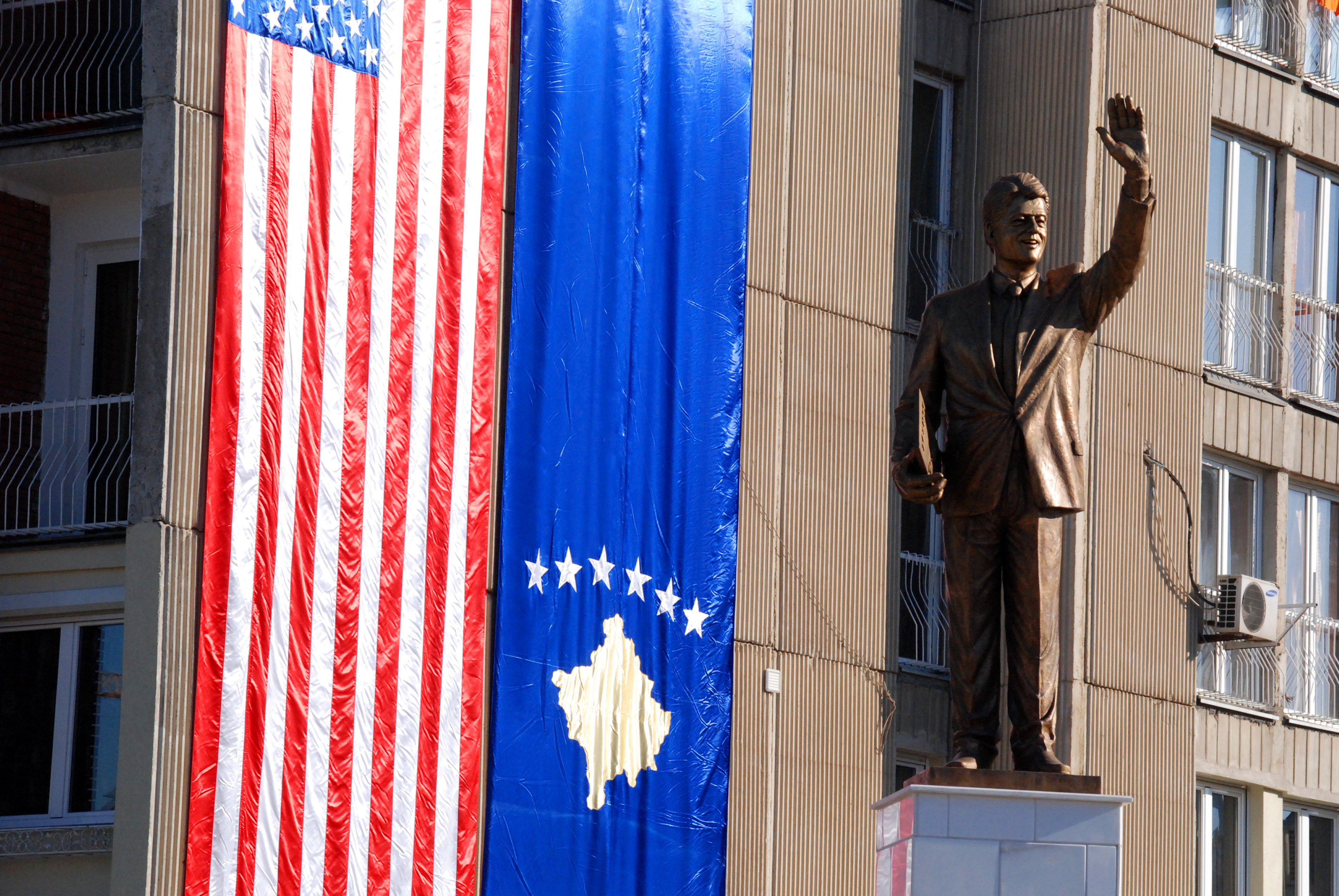
Uma estátua de Bill Clinton erguida em Pristina, capital da República do Kosovo.

Ele também recebeu honras estrangeiras, incluindo dos governos da República Tcheca, Papua-Nova Guiné, Alemanha, e Kosovo. Neste último o reconhecimento foi maior, pois Clinton ajudou o país enquanto este estava em guerra. Ruas foram renomeadas em sua honra, como na capital Pristina e foi erguida uma estátua dele por lá.
Em 1992, Clinton foi nomeado como a "Pessoa do Ano" pela revista Time, e novamente em 1998, junto com Ken Starr. Uma pesquisa feita pela Gallup em 1999, colocou Clinton como uma das pessoas mais admiráveis do século XX. Ele também recebeu prêmios por sua contribuição em questões sociais e direitos dos LGBTs. Em novembro de 2013, o então presidente Barack Obama lhe deu a Medalha Presidencial da Liberdade, a mais alta condecoração civil dada pelo governo americano.

## Livros escritos
- Between Hope and History. New York: Times Books. 1996. ISBN 978-0-8129-2913-3
- My Life 1st ed. New York: Vintage Books. 2004. ISBN 978-1-4000-3003-3
- Giving: How Each of Us Can Change the World 1st ed. New York: Knopf. 2007. ISBN 0-307-26674-5
- Back to Work: Why We Need Smart Government for a Strong Economy. [S.l.]: Knopf. 2011. ISBN 978-0-307-95975-1
- The President Is Missing, novela de suspense escrita em parceria com James Patterson e publicado pela primeira vez em 2018.